# Hasekura Tsunenaga

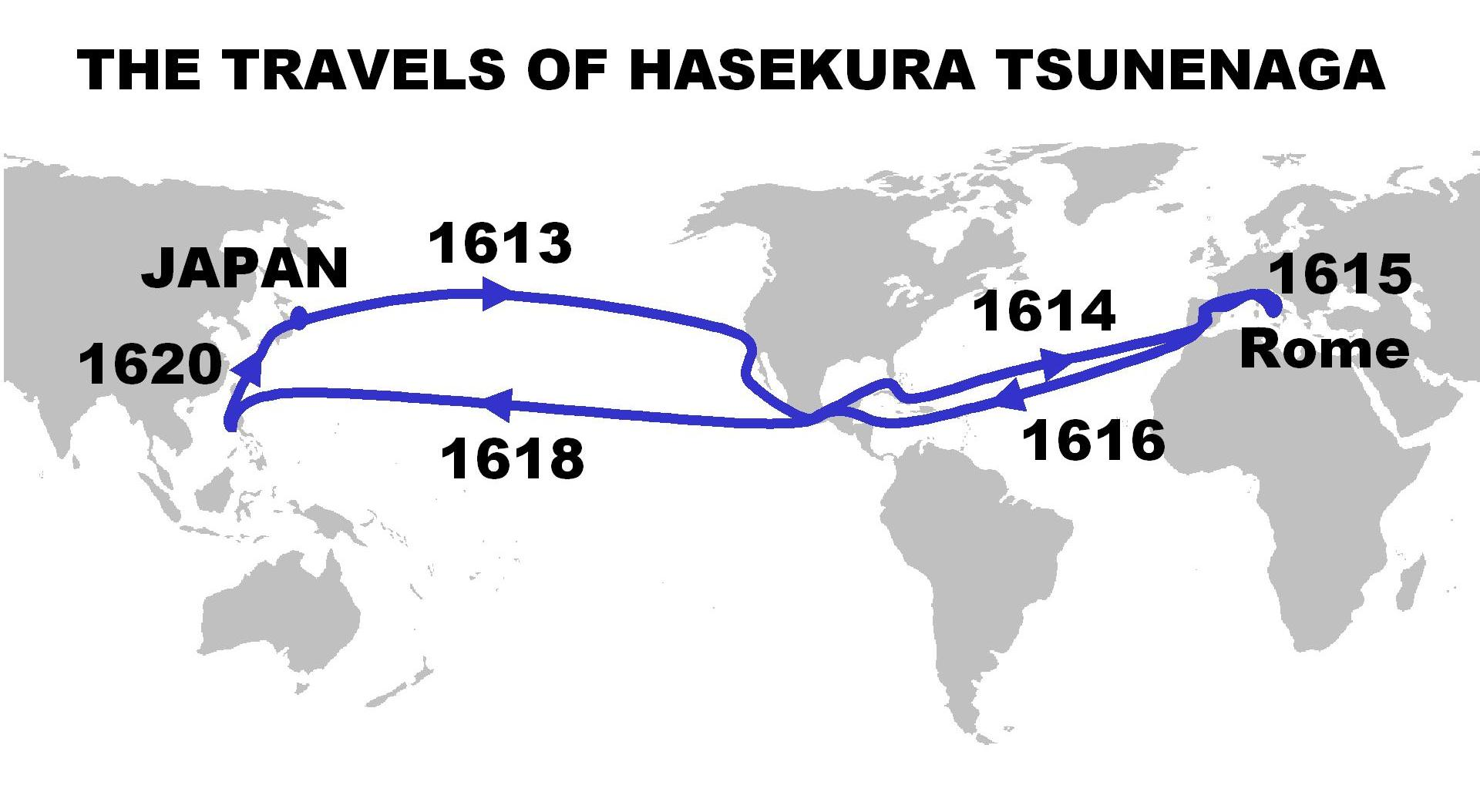
Itinerário e datas das viagens de Hasekura Tsunenaga.

Hasekura Rokuemon Tsunenaga (1571 – 1622) (em japonês:  支倉六右衛門常長, também escrito Faxecura Rocuyemon em fontes europeias da época, refletindo a pronúncia do japonês de então) foi um samurai japonês e servo de Date Masamune, o daimyo de Sendai.
Entre os anos de 1613 e 1620, Hasekura chefiou uma missão diplomática no Vaticano, em Roma, viajando pela Nova Espanha (chegando em Acapulco e saindo de Veracruz) e visitando vários lugares da Europa.  A missão histórica é denominada Embaixada Keichō (慶長使節), e segue a embaixada Tenshō (天正使節) de 1582.  Na viagem de volta, Hasekura e seus companheiros re-traçaram sua rota através do México em 1619, navegando de Acapulco até Manila, e então navegando ao norte para o Japão em 1620.  Ele é convencionalmente considerado o primeiro embaixador japonês das Américas e da Europa.
Apesar da embaixada de Hasekura ter sido cordialmente recebida na Europa, ela aconteceu em uma época na qual o Japão impunha a supressão do Cristianismo. Monarcas europeus como o Rei da Espanha por isso recusaram acordos comerciais pretendidos por Hasekura e sua comitiva. Hasekura retornou ao Japão em 1620. Sua embaixada terminou com poucos resultados em um Japão cada vez mais isolado do mundo.
A embaixada seguinte do Japão na Europa só se formaria mais de 200 anos depois, passados dois séculos de isolamento, com a "Primeira embaixada do Japão na Europa" em 1862.

## Primeiros anos
Pouco se sabe sobre os primeiros anos de Hasekura Tsunenaga. Ele era um samurai de nobreza média no domínio de Sendai, ao norte do Japão, que teve a oportunidade de servir diretamente ao daimyo Date Masamune. Eles tinham mais ou menos a mesma idade, e se sabe que algumas missões importantes foram dadas a Tsunenaga como seu representante.

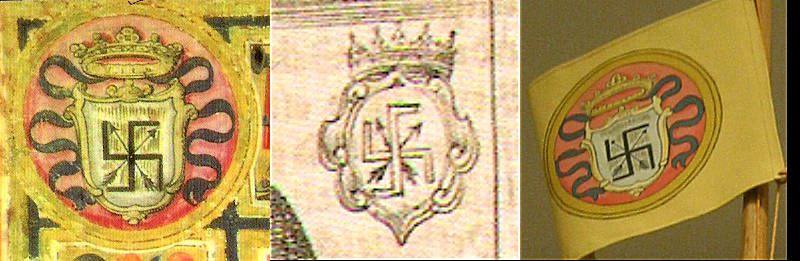
Hasekura tinha um brasão de armas oficial, consistindo em uma suástica budista cruzada por duas flechas, em um escudo e abaixo de uma coroa, em um fundo laranja. Aparece na pintura de Deruet, no certificado de cidadania romana (no topo à esquerda), várias gravuras (meio), e foi utilizada como a bandeira do seu navio (direita).

Também se registrou que Hasekura serviu como samurai nas Invasões japonesas da Coreia sob o Taiko Toyotomi Hideyoshi, durante seis meses em 1597.
Em 1612, seu pai, Hasekura Tsunenari (支倉常成), foi indiciado por corrupção e condenado à morte em 1613. Seu feudo foi confiscado, e normalmente seu filho também deveria ter sido executado. Date, todavia, lhe deu a oportunidade de redimir a sua honra, colocando-o na liderança da embaixada na Europa, e logo depois lhe devolveu suas terras.

## Primeiros contatos entre Japão e Espanha
Os espanhóis iniciaram viagens pelo Oceano Pacífico entre a Nova Espanha (México) e as Filipinas em 1565. Os famosos galeões de Manila carregavam prata das minas mexicanas até o entreposto de Manila na possessão espanhola nas Filipinas. Lá a prata era usada para comprar especiarias e outros produtos do comércio da Ásia, incluindo (até 1638) produtos do Japão. A rota de retorno dos galeões de Manila, primeiramente mapeada pelo navegador espanhol Andrés de Urdaneta, levava os navios a nordeste pela Corrente de Kuroshio (também conhecida como Corrente do Japão) na costa do Japão, e então cruzava o Pacífico pela costa oeste da América do Norte, aportando em Acapulco.
Navios espanhóis às vezes naufragavam na costa do Japão devido ao mau tempo, iniciando contatos com o país. Os espanhóis desejavam expandir a fé cristã no Japão. Os esforços para expandir a influência no Japão enfrentaram muita resistência contra os Jesuítas, que começaram a evangelização do país em 1549, também da parte dos portugueses e dos neerlandeses, que não queriam que a Espanha fizesse comércio com os japoneses. Entretanto, sabe-se que alguns japoneses, como Cristóvão e Cosme, cruzaram o Pacífico a bordo de galeões espanhóis já em 1587. Sabe-se também que presentes foram trocados entre o governador das Filipinas e Toyotomi Hideyoshi, que o agradece em uma carta de 1597, escrevendo "O elefante preto em particular eu achei o mais peculiar."
Em 1609, o galeão espanhol de Manila San Francisco encontrou mau tempo em seu caminho de Manila a Acapulco, e naufragou na costa do Japão em Chiba, perto de Tóquio. Os marinheiros foram resgatados e recebidos, e o capitão do navio, Rodrigo de Vivero y Aberrucia, anteriormente governador interino das Filipinas, encontrou-se com o xogun aposentado Tokugawa Ieyasu. Rodrigo de Vivero propôs um tratado, assinado em 29 de novembro de 1609, pelo qual os espanhóis poderiam instalar uma fábrica no leste do Japão. Especialistas em mineração seriam importados da Nova Espanha, navios espanhóis poderiam visitar o Japão em caso de necessidade, e uma embaixada do Japão seria enviada à corte da Espanha.

## Primeiras expedições japonesas nas Américas

### 1610San Buena Ventura

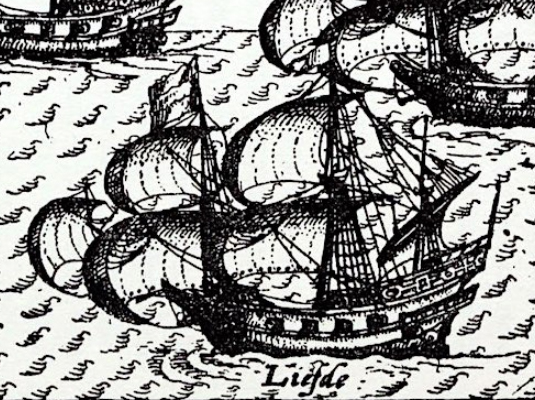
O navio japonês San Buena Ventura foi construído no modelo do Liefde (com uma imagem aqui), o navio em que William Adams originalmente alcançou o Japão.

Um monge franciscano chamado Luis Sotelo, que estava proselitizando na área que hoje é Tóquio, convenceu Tokugawa Ieyasu e seu filho Tokugawa Hidetada a mandá-lo como um representante para a Nova Espanha (México) em um de seus navios, para avançar no tratado de comércio. Rodrigo de Vivero se ofereceu para navegar no navio japonês para garantir a segurança de sua recepção na Nova Espanha, mas insistiu que outro franciscano, Alonso Muños, fosse enviado como representante do xogun. Em 1610, Rodrigo de Vivero, alguns marinheiros espanhóis, o irmão franciscano, e 22 representantes japoneses liderados pelo mercador Tanaka Shōsuke, navegaram até o México a bordo do San Buena Ventura, um navio construído pelo aventureiro inglês William Adams para o xogun. Uma vez na Nova Espanha, Alonso Muños se encontrou com o Vice-Rei Luis de Velasco, que concordou em mandar um embaixador para o Japão na pessoa do famoso explorador Sebastián Vizcaíno, com a missão adicional de explorar a "Ilha de Prata" ("Isla de Plata") que estaria a leste do arquipélago japonês.
Vizcaino chegou ao Japão em 1611 e teve vários encontros com o xogun e senhores feudais. Esses encontros ficaram prejudicados pelo seu pouco respeito com os costumes japoneses, pela resistência dos japoneses ao proselitismo católico, e pelas intrigas dos holandeses contra as ambições espanholas. Vizcaino finalmente saiu para procurar a "Ilha de Prata", mas encontrou mau tempo, forçando-o a voltar para o Japão com grandes danos.

### 1612San Sebastian
Sem esperar por Vizcaino, outro navio – construído em Izu pelo Bakufu sob o Ministro da Marinha Mukai Shogen, e nomeado San Sebastian – partiu para o México em 9 de setembro de 1612 com Luis Sotelo a bordo, assim como dois representantes de Date Masamune, com o objetivo de avançar no acordo comercial com a Nova Espanha. Entretanto, o navio afundou a poucas milhas de Uraga, e a expedição teve de ser abandonada.

## O projeto de embaixada de 1613

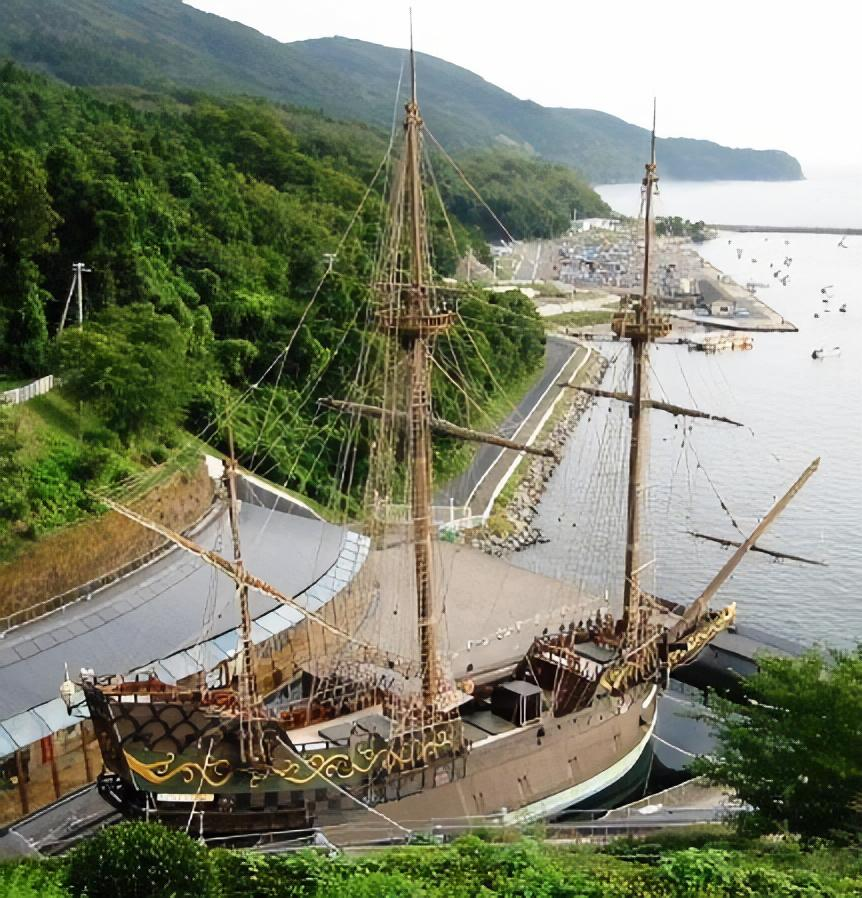
Uma réplica do galeão construído no Japão San Juan Bautista, em Ishinomaki, Japão.

O xogun decidiu construir um novo galeão no Japão para levar Vizcaino de volta para Nueva España, junto com uma embaixada japonesa acompanhada por Luis Sotelo. O galeão, nomeado Date Maru pelos japoneses e depois San Juan Bautista pelos espanhóis, levou 45 dias para ser construído, com a participação de especialistas técnicos do Bakufu (o Ministro da Marinha Mukai Shogen e um conhecido de William Adams com quem ele fez alguns navios, como carpinteiro chefe), 800 construtores navais, 700 ferreiros e 3000 carpinteiros. O daimyo de Sendai, Date Masamune, chefiou o projeto. Ele nomeou um dos seus servidores, Hasekura Tsunenaga (seu feudo produzia mais ou menos 600 koku), para liderar a missão:
"O Grande Navio deixou Toshima-Tsukinoura rumo aos Bárbaros do Sul em 15 de setembro [calendário japonês], liderado por Hasekura Rokuemon Tsunenaga, e aqueles chamados Imaizumi Sakan, Matsuki Shusaku, Nishi Kyusuke, Tanaka Taroemon, Naito Hanjuro, Sonohoka Kyuemon, Kuranojo, Tonomo, Kitsunai, Kyuji, e alguns outros sob Rokuemon, assim como 40 Bárbaros do Sul, 10 homens de Mukai Shogen, e também mercadores, totalizando 180" (Registros da Casa Date, Keichō-Genna 伊達家慶長元和留控, Gonoi p. 56).
O objetivo da embaixada japonesa era discutir acordos comerciais com a coroa espanhola em Madrid e se encontrar com o Papa em Roma. Date Masamune demonstrou grande vontade de receber a religião católica em seu domínio: ele convidou Luis Sotelo e autorizou a propagação do cristianismo em 1611. Em sua carta para o Papa, trazida por Hasekura, ele escreveu: "Eu oferecerei minha terra como uma base para o seu trabalho missionário. Mande-nos quantos padres for possível."
Sotelo, em seu próprio relato das viagens, enfatiza a dimensão religiosa da missão, clamando que o objetivo principal era espalhar a fé cristã no norte do Japão:

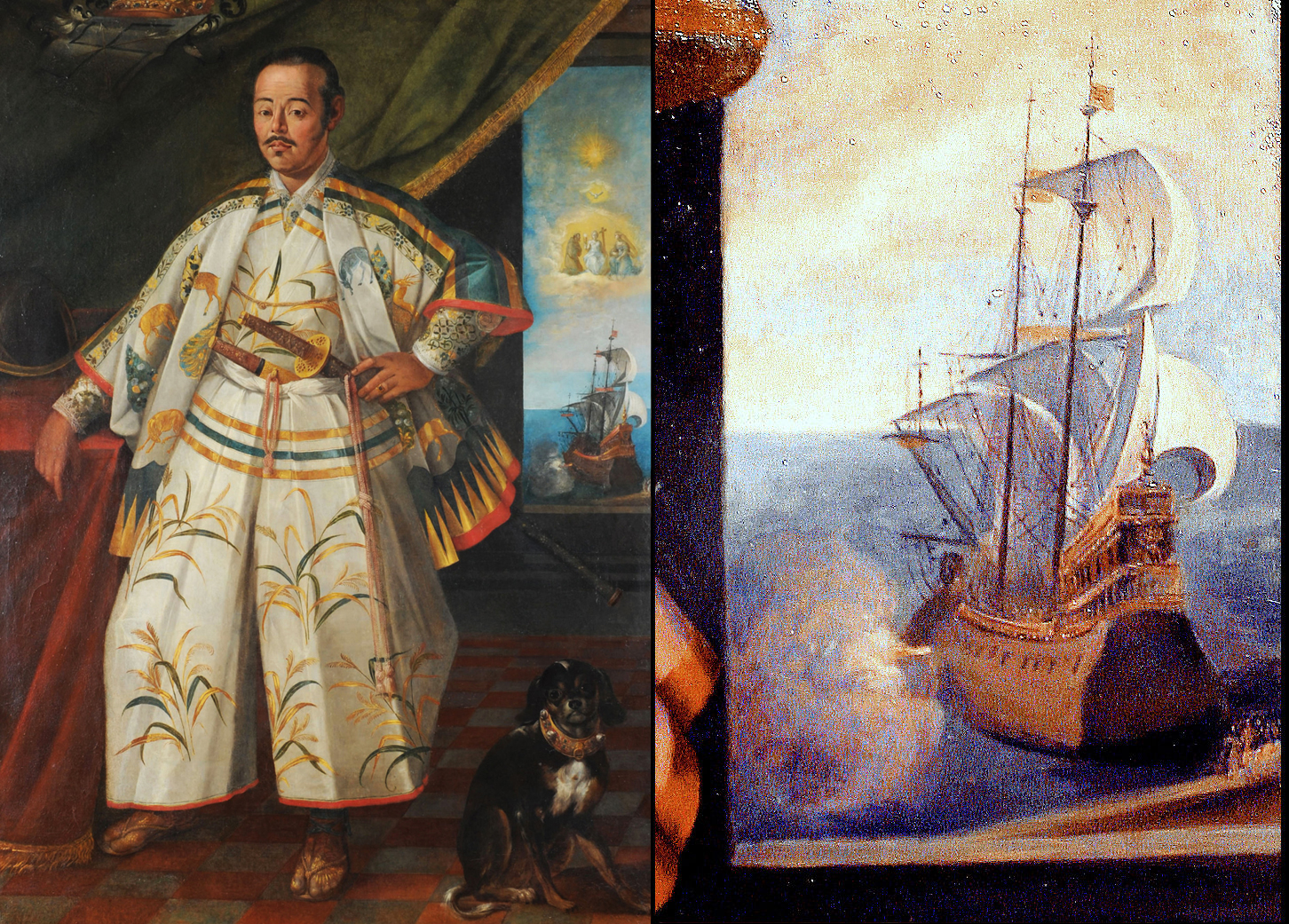
O San Juan Bautista é representado na pintura de Deruet como um galeão com a bandeira de Hasekura (suástica vermelha em fundo laranja), no maior mastro (direita:detalhe do navio).

"Eu fui primeiramente enviado como embaixador de Idate Masamune, que detém as rédeas do reino de Oxu [Japonês:奥州] (que fica na parte leste do Japão) — que, apesar de ainda não ter renascido pelo batismo, tem sido catequizado, e foi desejoso de que a fé cristã fosse pregada em seu reino — junto com outro nobre de sua corte, Philippus Franciscus Faxecura Rocuyemon, ao senado romano & e para aquele que na época estava no comando da Santa Sé, Sua Santidade o Papa Paulo V." (Luis Sotelo De Ecclesiae Iaponicae Statu Relatio, 1634).
A embaixada era provavelmente, à época, parte de um plano para diversificar e aumentar o comércio com países estrangeiros, antes da participação de cristãos na rebelião de Osaka ter provocado uma reação radical do xogunato, com a interdição do cristianismo nos seus territórios diretamente controlados, em 1614.

## Viagem pelo Pacífico
Ao ser concluído, o navio partiu em 28 de outubro de 1613 para Acapulco com cerca de 180 pessoas a bordo, incluindo 10 samurais do xogun (providenciados pelo Ministro da Marinha Mukai Shogen Tadakatsu), 12 samurais de Sendai, 120 mercadores, marinheiros e servos japoneses e cerca de 40 espanhóis e portugueses, incluindo Sebastian Vizcaino que, em suas próprias palavras, apenas tinha a qualidade de passageiro.

### Nova Espanha (Acapulco)

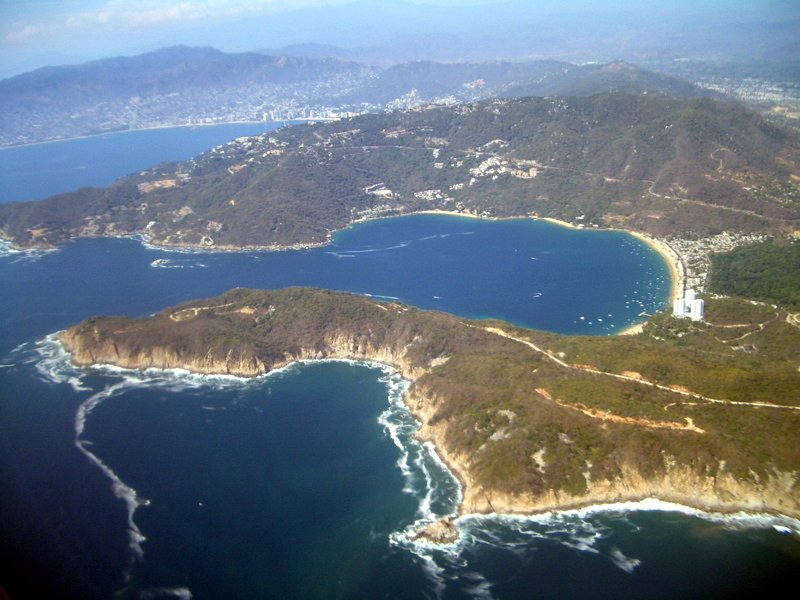
A baía de Acapulco, onde Hasekura Tsunenaga aportou.

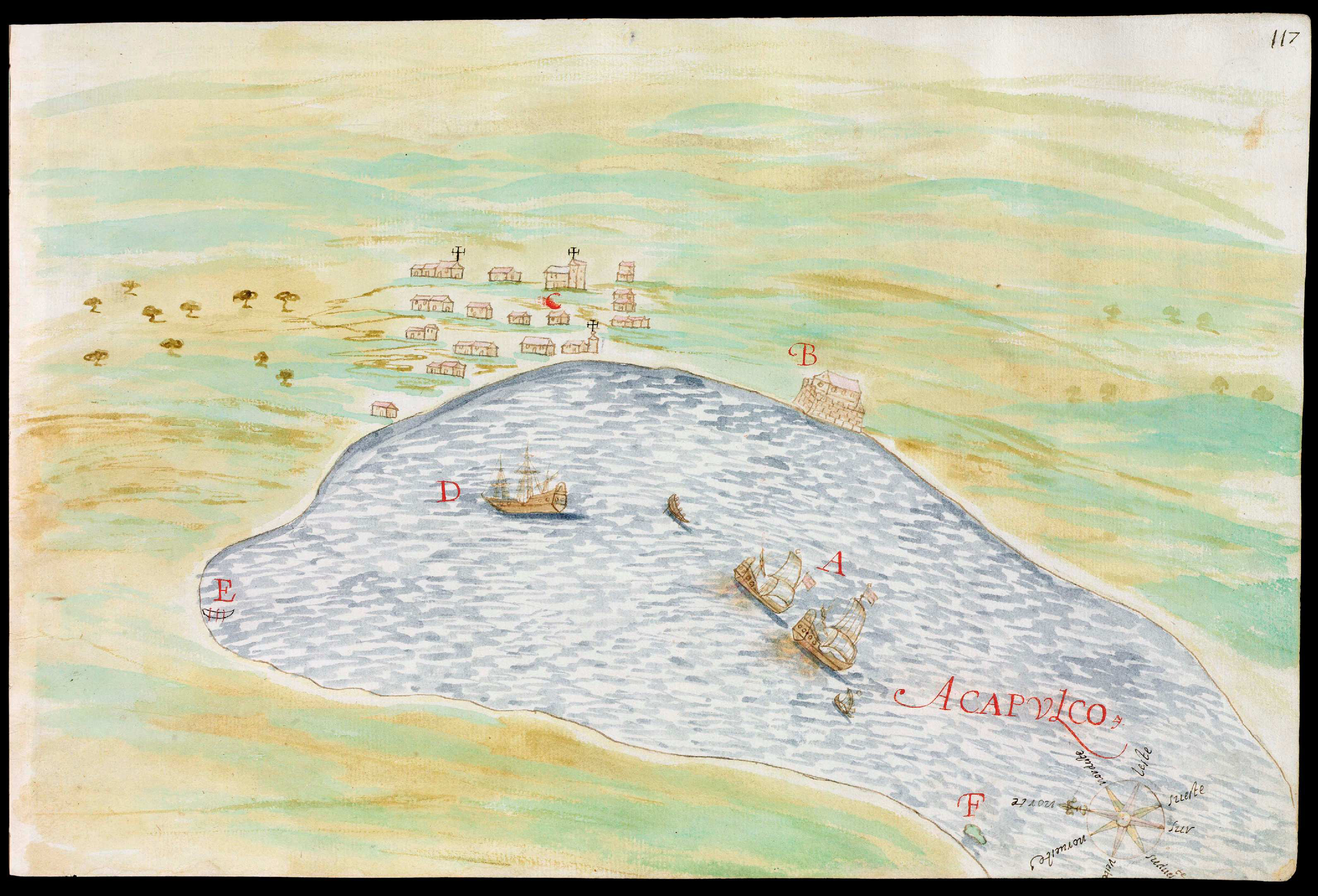
Essa visita da baía e da cidade de Acapulco, de Nicolas de Cardona (1632), menciona a presença de "um navio do Japão" (letra"D"), provavelmente o San Juan Bautista (Gonoi, p53). Cardona esteve em Acapulco entre o final de 1614 e 21 de março de 1615. A legenda completa segue:
A. Os navios da expedição.
B. O castelo de San Diego.
C. A cidade.
D. Um navio que veio do Japão.
E. Los Manzanillos.
F. El Grifo.

O navio primeiro alcançou o Cabo Mendocino na atual Califórnia, e então continuou pela costa até chegar em Acapulco em 25 de janeiro de 1614 depois de três meses no mar. Os japoneses foram recebidos com grande cerimônia, mas tiveram de esperar em Acapulco até receberem ordens sobre como organizar o restante das viagens.
Brigas explodiram entre os japoneses e os espanhóis, especialmente Vizcaino, aparentemente devido a algumas disputas no manuseio dos presentes mandados pelo líder japonês. Um jornal da época, escrito pelo historiador Chimalpahin Quauhtlehuanitzin, um nobre asteca nascido em Amecameca (antiga província de Chalco) em 1579, cujo nome formal era Domingo Francisco de San Anton Muñon, relatou que Vizcaino foi seriamente ferido na briga:
"Señor Vizcaino ainda está vindo devagar, vindo ferido; os japoneses o feriram quando o esfaquearam em Acapulco, como se ficou sabendo aqui no México, por causa de todas as coisas que foram consideradas de sua responsabilidade no Japão"
Seguindo essas brigas, ordens foram promulgadas em 4 e 5 de março para trazer a paz de volta. As ordens explicavam que:
"Os japoneses não devem ser atacados nesta Terra, mas eles deverão baixar suas armas até a saída, exceto Hasekura Tsunenaga e os oito do seu séquito… Os japoneses serão livres para ir onde quiserem, e deverão ser tratados adequadamente. Eles não poderão sofrer abusos em palavras e ações. Eles serão livres para vender seus bens. Essas ordens foram promulgadas para os espanhóis, os índios, os mulatos, os mestiços e os negros, e aqueles que não as respeitarem serão punidos".

### Nova Espanha (México)
A embaixada permaneceu por dois meses em Acapulco e entrou na Cidade do México em 24 de março, onde foi recebida com grande cerimônia. A última missão da embaixada era ir até a Europa. A embaixada passou algum tempo no México, e então foi para Veracruz para embarcar na frota de Don Antonio Oquendo.
Chimalpahin faz alguns relatos da visita de Hasekura.
"Esta é a segunda vez que os japoneses aportam um de seus navios no litoral de Acapulco. Todos eles estão transportando coisas de ferro, e escrivaninhas, e algumas roupas para vender aqui." (Chimalpahin, " Anais do seu tempo").
"Ficou sabido aqui no México e foi dito que a razão por que seu líder o Imperador do Japão mandou este nobre emissário e embaixador aqui é para ir a Roma e ver o Santo Padre Paulo V, e lhes dar a obediência à santa igreja, e portanto todos os japoneses querem se tornar criastãos." (Chimalpahin, "Anais do seu tempo").

A Cidade do México na época da visita de Hasekura. Pintura de 1628.

Hasekura se instalou numa casa próxima à Igreja de São Francisco, e se encontrou com o Vice-Rei. Ele lhe explicou que também pretendia se encontrar com o Rei Filipe III para lhe oferecer paz e obter permissão para os japoneses fazerem comércio com o México. Na quarta-feira, 9 de abril, 20 japoneses foram batizados, e mais 22 em 20 de abril pelo arcebispo do México, Dom Juan Pérez de la Serna, na Igreja de São Francisco. No total, 63 deles receberam a crisma em 25 de abril. Hasekura esperou por sua viagem para a Europa para ser batizado lá:
"Mas o nobre emissário, o embaixador, não queria ser batizado aqui; ele disse que seria batizado depois na Espanha" (Chimalpahin, "Anais do seu tempo").

#### Partida para a Europa
Chimalpahin explica que Hasekura deixou alguns dos seus compatriotas para trás antes de partir para a Europa:
"O embaixador do Japão saiu e partiu para a Espanha. Na partida, ele dividiu seus vassalos; ele levou um certo número de japoneses, e deixou um número igual aqui como mercadores para trocar e vender coisas." (Chimalpahin, "Anais do seu tempo").
A frota partiu para a Europa no San Jose em 10 de junho. Hasekura teve de deixar a maior parte do grupo japonês para trás, que deveria esperar em Acapulco pelo retorno da embaixada.
Alguns deles, assim como aqueles da viagem anterior de Tanaka Shosuke, voltaram para o Japão no mesmo ano, a bordo do San Juan Bautista:
"Hoje, terça-feira, o 14º do mês de outubro do ano 1614, foi quando alguns japoneses saíram do México voltando para o Japão.; eles viveram aqui no México por quatro anos. Alguns ainda permaneceram aqui; eles viviam aqui trocando e vendendo os bens que trouxeram do Japão." (Chimalpahin, "Anais do seu tempo").

### Cuba
A embaixada parou e trocou de navio em Havana, Cuba, em julho de 1614. A embaixada permaneceu em Havana por seis dias. Uma estátua de bronze foi erguida em 26 de abril de 2001 no topo da Baía de Havana.

## Missão na Europa

### Espanha

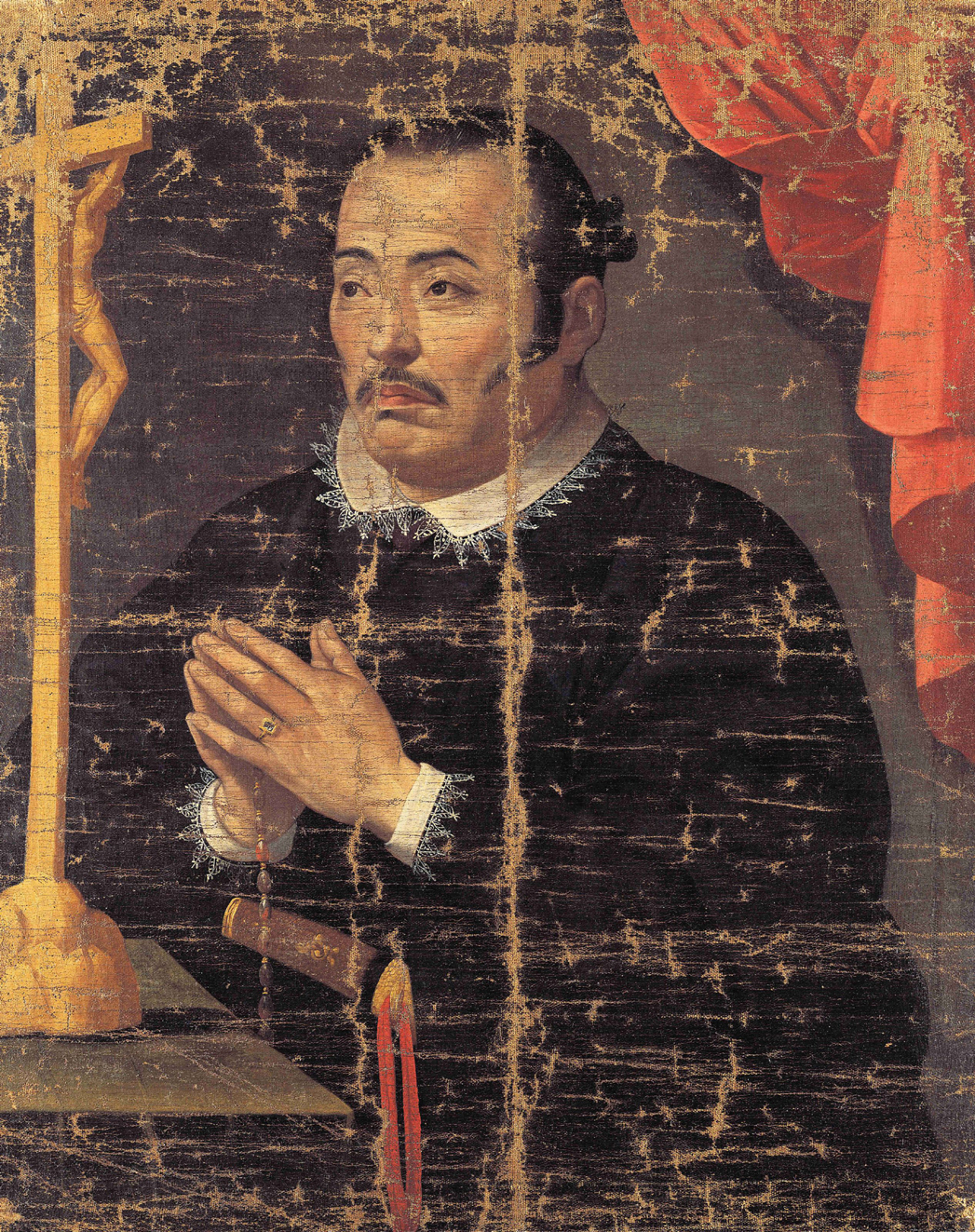
Hasekura em oração, seguindo sua conversão em Madrid em 1615.

A frota chegou em Sanlucar de Barrameda em 5 de outubro de 1614.
"A frota chegou com segurança afinal, depois de alguns perigos e tempestades, ao porto de Sanlúcar de Barrameda em 5 de outubro, onde o Duque de Medina Sidonia foi avisado da chegada. Ele mandou carruagens para reverenciá-los e acomodar o embaixador e seus cavalheiros" (Scipione Amati "História do Reino de Voxu").
"O embaixador japonês Hasekura Rokuemon, enviado por Joate Masamune, rei de Boju, entrou em Sevilha na quarta-feira, 23 de outubro de 1614. Ele estava acompanhado por 30 japoneses com espadas, seu capitão da guarda, e 12 arqueiros e alabardeiros com lanças pintadas e lâminas de cerimônia. O capitão da guarda era cristão e chamado Dom Tomás, filho de um mártir japonês" (Library Capitular Calombina 84-7-19 Memorias…, fol.195).
A embaixada japonesa se encontrou com o Rei Filipe III em Madrid em 30 de janeiro de 1615. Hasekura remeteu ao Rei a carta de Date Masamune, assim como a oferta para um tratado. O Rei respondeu que faria o possível para atendê-los.
Hasekura foi batizado em 17 de fevereiro pelo capelão pessoal do Rei e renomeado Felipe Francisco Hasekura. A cerimônia de batismo seria conduzida pelo Arcebispo de Toledo, mas ele estava doente demais para fazê-lo, e o Duque de Lerma – o principal administrador do governo de Filipe III e líder de facto da Espanha – foi designado como padrinho de Hasekura
A embaixada passou oito meses na Espanha antes de partir para a Itália.

### França

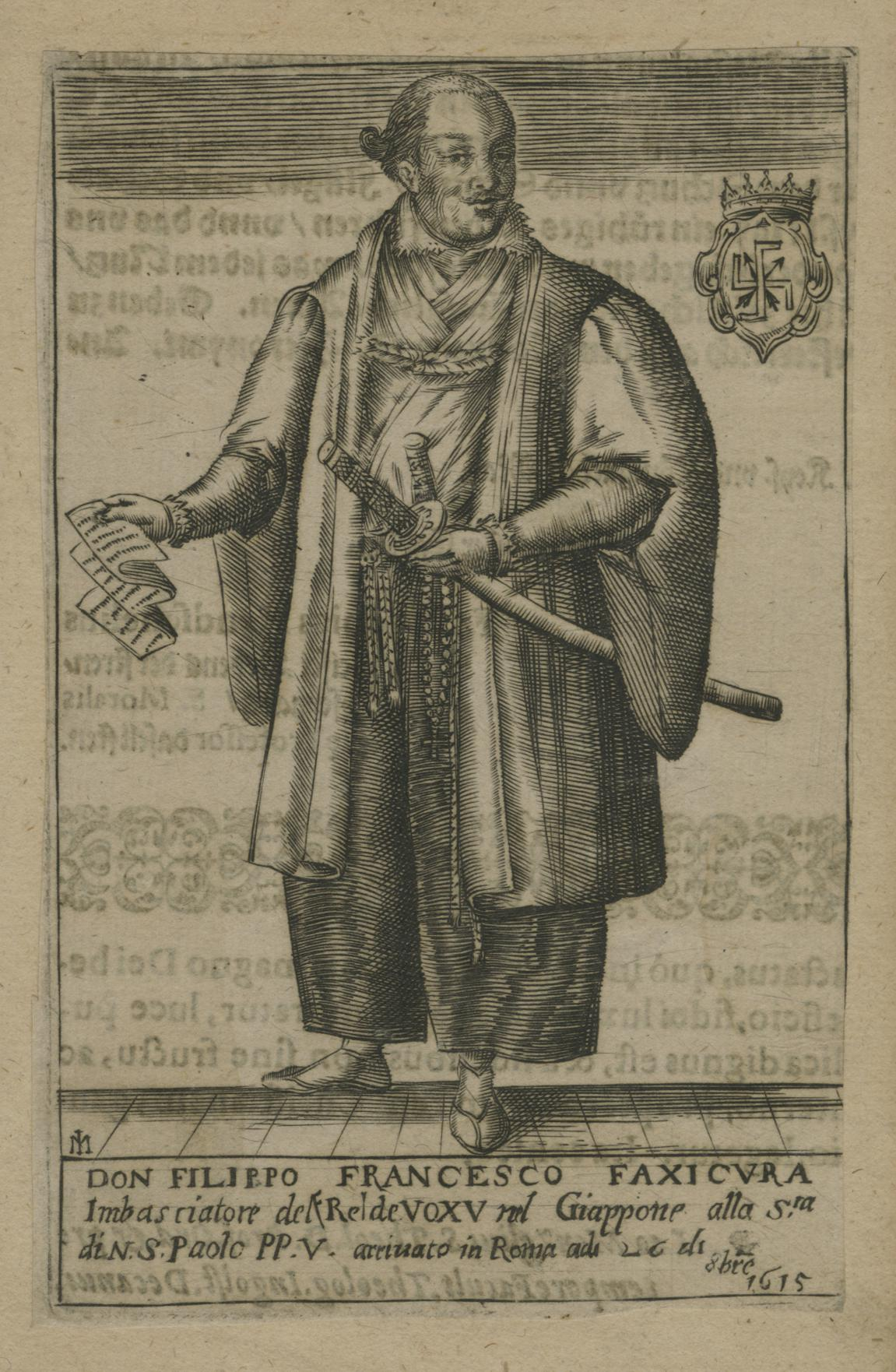
Pintura da visita de Hasekura no século XVII. Edição alemã do livro de Scipione Amati de 1615 sobre a "História do Reino de Voxu". Brasão de Hasekura no canto superior direito.

Depois de viajar pela Espanha, a embaixada navegou no Mediterrâneo a bordo de três fragatas espanholas rumo à Itália. Devido ao mau tempo, tiveram de parar por alguns dias no porto francês de Saint-Tropez, onde foram recebidos pela nobreza local e causaram um tanto de sensação na população.
A visita da embaixada do Japão está registrada nas crônicas da cidade como liderada por "Felipe Francisco Faxicura, Embaixador para o Papa, de Date Masamunni, Rei de Woxu no Japão".
Diversos detalhes pitorescos de seus movimentos foram registrados:
"Eles nunca tocavam a comida com os dedos, e em vez disso usavam dois pauzinhos que eles seguravam com três dedos."
"Eles assoam o nariz em papéis macios de seda do tamanho de uma mão, que eles nunca usam duas vezes, por isso jogam no chão depois de usar, e eles ficaram encantados ao ver o nosso povo em torno deles se precipitar para pegá-los."
"Suas espadas cortam tão bem que poderiam cortar uma folha de papel apenas colocando-a sobre o fio."
("Relations of Mme de St Troppez", outubro de 1615, Bibliothèque Inguimbertine, Carpentras).
A visita de Hasekura Tsunenaga a Saint-Tropez em 1615 é o primeiro registro de Relações França-Japão.

### Itália

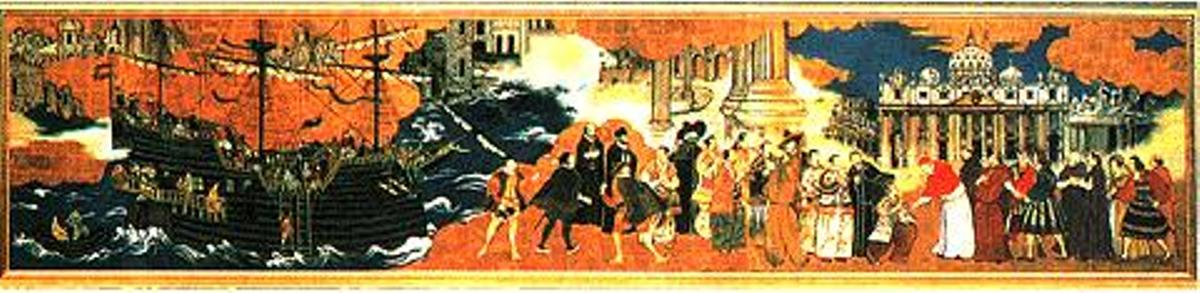
Embaixada de Hasekura para o Papa em Roma em 1615. Pintura japonesa, século XVII.

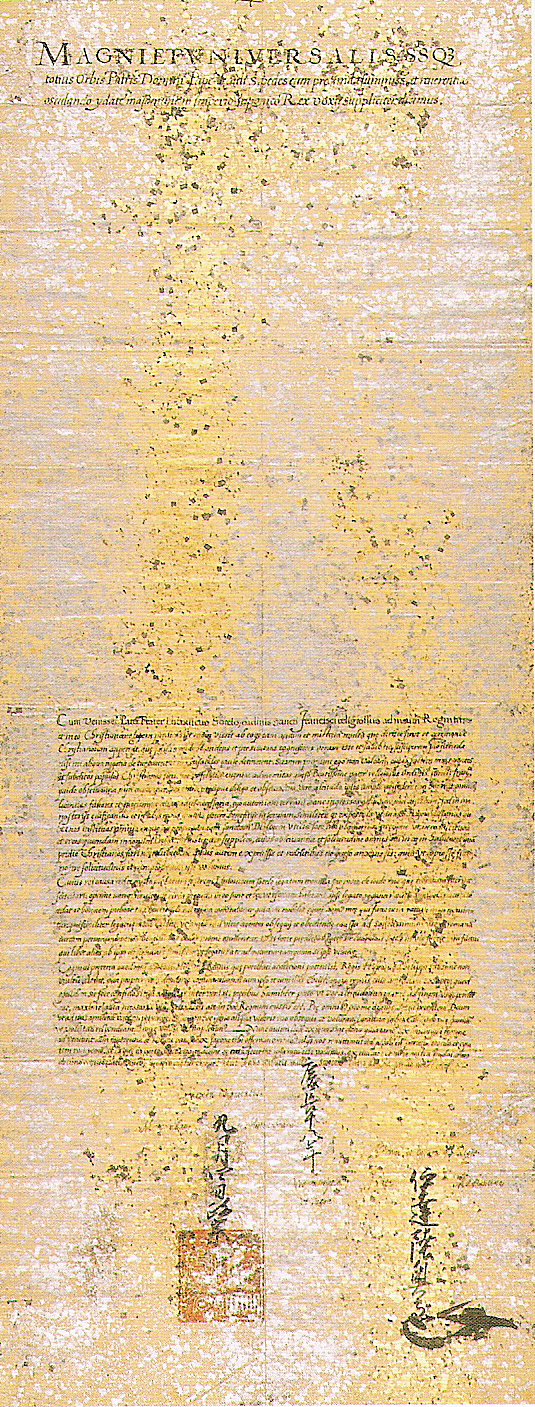
Carta em latim, de Date Masamune ao Papa, 1613, mantida no Vaticano.

A embaixada do Japão foi para a Itália, onde poderia se encontrar com o Papa Paulo V em Roma em Novembro de 1615, o mesmo ano em que Galileu Galilei se confrontou pela primeira vez com a Inquisição romana por suas descobertas contra o geocentrismo. Hasekura remeteu ao papa duas cartas em letras douradas, uma em japonês em uma em latim, contendo um pedido para um tratado comercial entre Japão e México e o envio de missionários cristãos ao Japão. Essas cartas ainda são visíveis nos arquivos do Vaticano. A carta em latim, provavelmente escrita por Luis Sotelo para Date Masamune, contém, em parte:
Beijando os pés sagrados do Grande, Universal, Mais Sagrado Senhor do Mundo Inteiro, Papa Paulo, em profunda submissão e reverência, eu, Idate Masamune, Rei de Wôshû no Império do Japão, suplicantemente digo:
O padre franciscano Luis Sotelo veio ao nosso país para espalhar a fé em Deus. Naquela ocasião, eu aprendi sobre essa fé e desejei me tornar um cristão, mas ainda não o fiz devido a alguns compromissos. Todavia, para encorajar os meus subordinados a se tornarem cristãos, eu desejo o envio de missionários da igreja franciscana. Eu garanto que será capaz de construir uma igreja e que seus missionários serão protegidos. Eu também desejo que selecione e envie um bispo. Por isso, eu enviei um dos meus samurais, Hasekura Rokuemon, como meu representente para acompanhar Luis Sotelo através dos mares para Roma, para lhe entregar um sinal de obediência e beijar seus pés. Além disso, como o nosso país e Nueva España são países vizinhos, poderia intervir para que possamos discutir com o Rei da Espanha, para ajudar no envio de missionários pelo mar." Tradução da carta em latim de Date Masamune para o Papa.

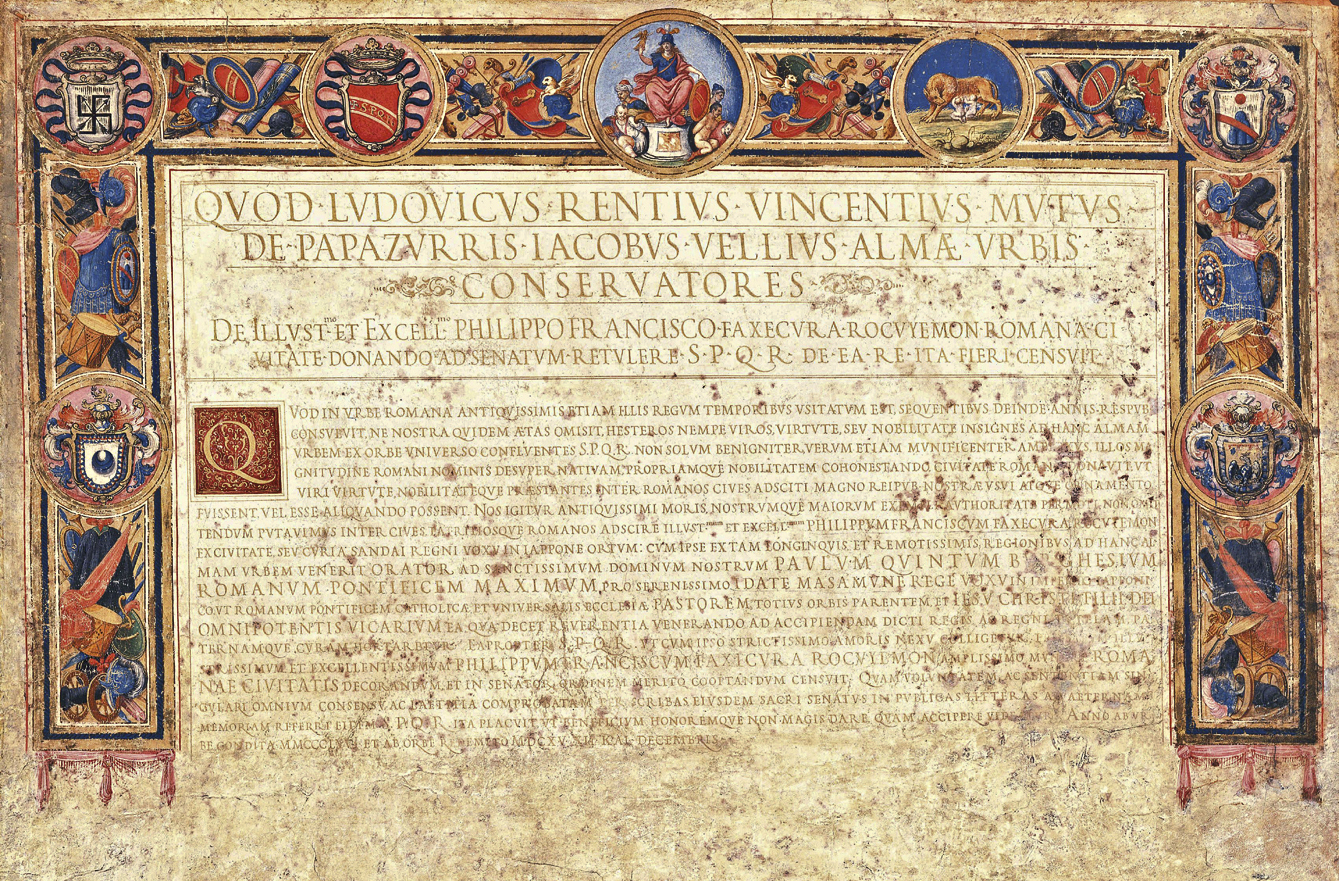
Título de Cidadania Romana dedicado a "Hasekura Rokuemon" (clique na imagem para transcrição e tradução).

O Papa concordou com o envio de missionários, mas deixou a decisão do comércio para o Rei da Espanha.
O senado romano também deu a Hasekura o título honorário de cidadão romano, em um documento que ele trouxe de volta para o Japão e está preservado até hoje em Sendai.

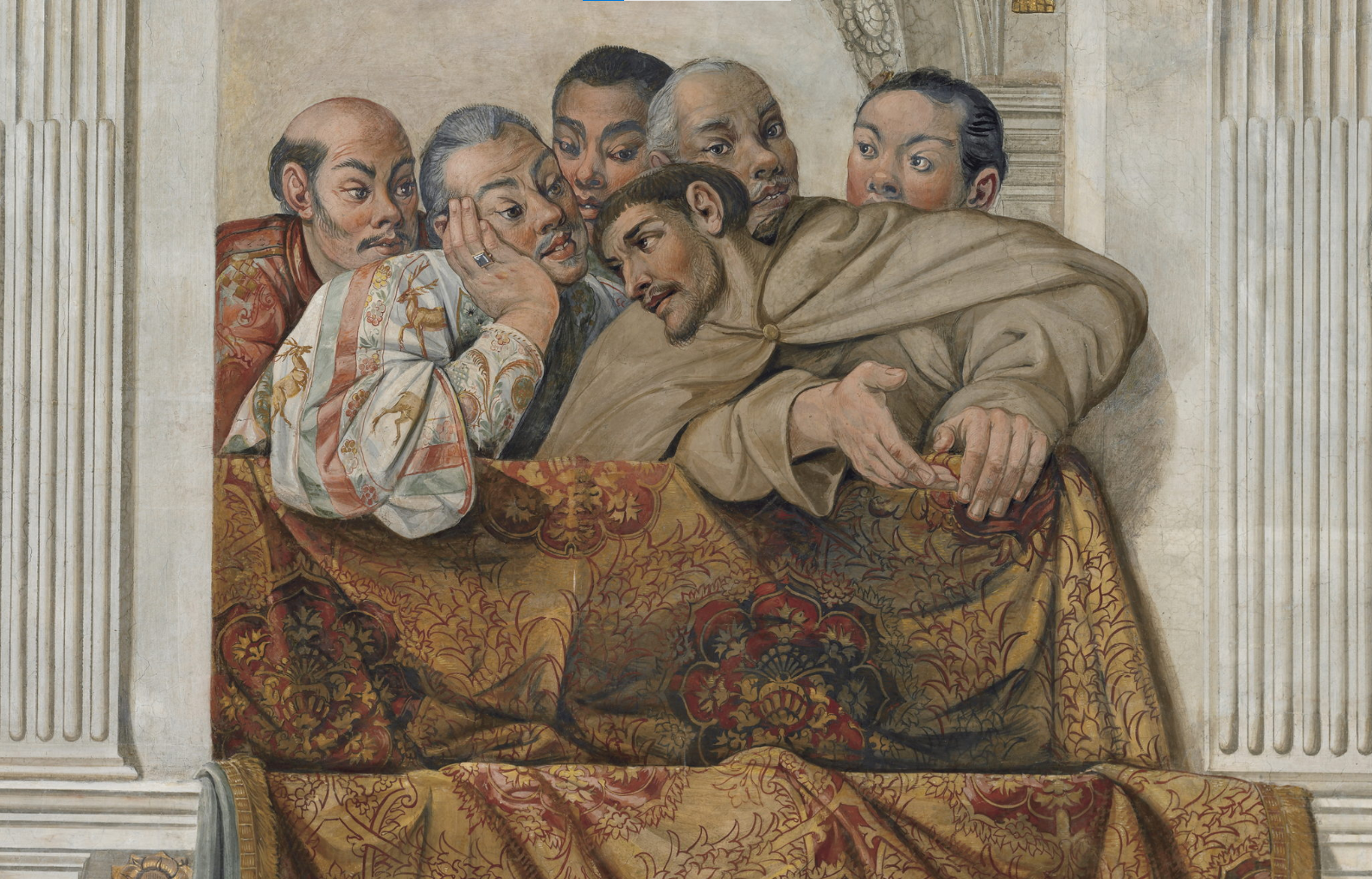
Hasekura conversando com o franciscano Luis Sotelo, acompanhado por outros membros da embaixada, em um afresco mostrando a "glória do Papa Paulo V". Sala Regia, Palácio do Quirinal, Roma, 1615.

Sotelo também descreveu a visita ao Papa, livro De ecclesiae Iaponicae statu relatio
(publicado postumamente em 1634):
"Quando chegamos lá pela ajuda de Deus no Ano da Nossa Salvação 1615, não apenas fomos bem recebidos por Sua Santidade o Grande Papa, com o Santo Colégio de Cardeais e um grupo de bispos e nobres, e mesmo a alegria e a felicidade geral do povo romano, mas nós e outros três (quem os cristãos japoneses especificamente designaram para anunciar sua condição com respeito à religião cristã) fomos ouvidos, descansamos e, bem como esperamos, partimos o mais rápido possível." (Sotelo, De ecclesiae Iaponicae statu relatio).

### Rumores de intriga política
Apesar da descrição oficial da visita de Hasekura a Roma, alguns comunicados da época tendiam a indicar que matérias políticas também foram discutidas, e que uma aliança com Date Masamune foi sugerida como uma forma de estabelecer a influência cristã em todo o Japão:
"O embaixador fortemente insistiu que a autoridade e o poder de seu senhor eram superiores ao de diversos países europeus" (Comunicado romano anônimo, datado 10 de outubro de 1615)
"Os irmãos franciscanos espanhóis estão explicando que o rei do embaixador [Hasekura Tsunenaga] logo se tornará o líder supremo do seu país, e então, não só eles se tornarão cristãos e seguirão a vontade da Igreja de Roma, mas também vão em seguida converter todo o restante da população. É por isso que eles estão requisitando o envio de um grande eclesiástico junto com os missionários. Por isso, muitas pessoas duvidavam do real propósito da embaixada, e duvidavam se eles não estariam procurando por outros benefícios." (Carta do embaixador veneziano, 7 de novembro de 1615).

### Segunda visita à Espanha

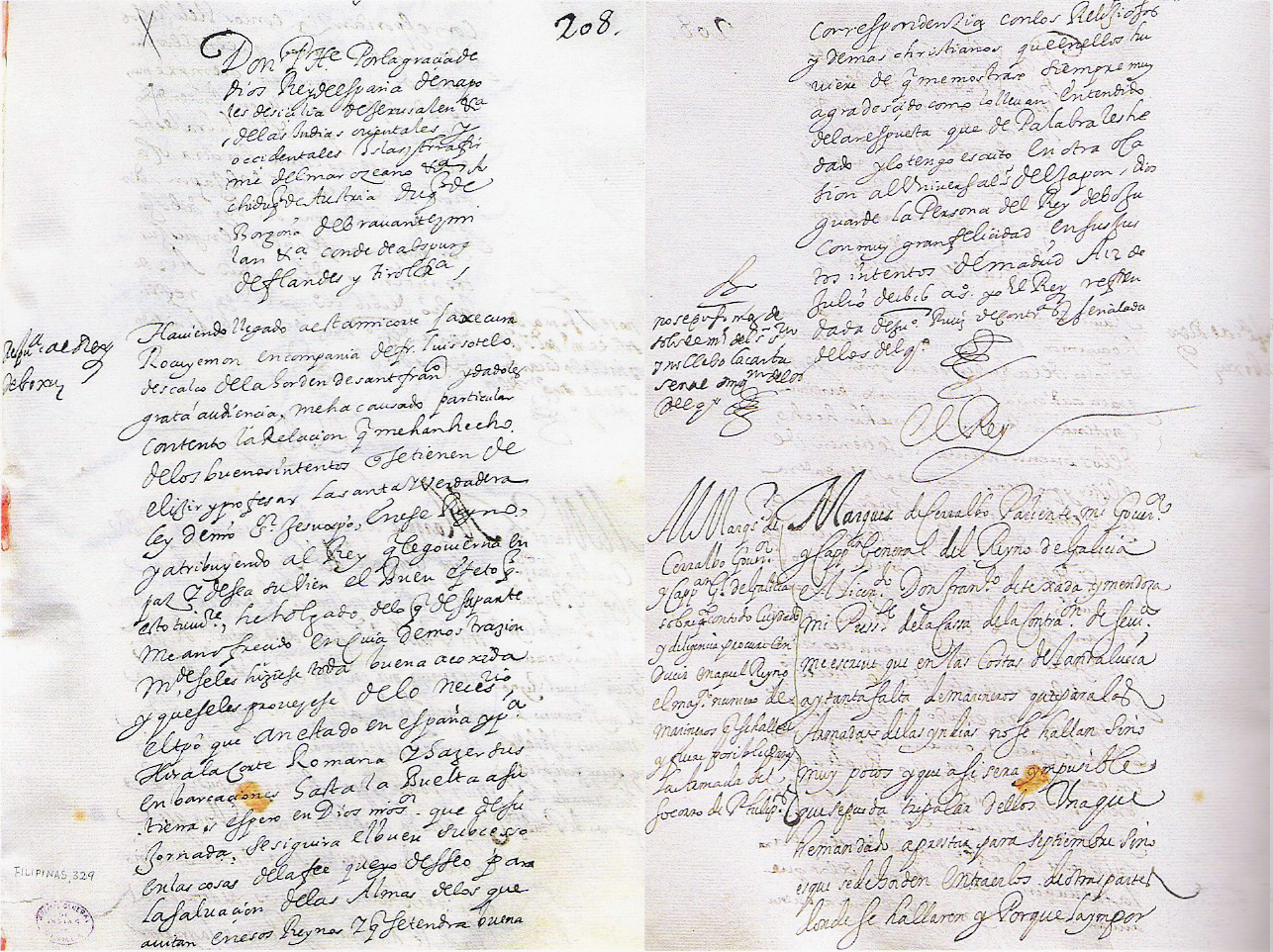
Carta do Rei da Espanha para Date Masamune (1616). A carta é amigável e e pergunta pelo apoio da fé cristã, mas não menciona comércio, a despeito do pedido de Date Masamune (rascunho, preservado nos arquivos de Sevilha, Archivo General de Indias).

Pela segunda vez na Espanha, Hasekura se encontrou novamente com o Rei, que não quis assinar um acordo comercial, pois a embaixada do Japão não pareceria ser uma embaixada oficial do líder supremo do Japão, Tokugawa Ieyasu, que, ao contrário, promulgara um edito em janeiro de 1614 ordenando a expulsão de todos os missionários do Japão e começou a perseguição da fé cristã no Japão.
A embaixada deixou Sevilha para o México em junho de 1617 depois de um período de dois anos na Europa, mas alguns dos japoneses ficaram na Espanha em uma cidade próxima a Sevilha (Coria del Río), onde seus descendentes até hoje usam o sobrenome Japón.

### Publicações ocidentais sobre a embaixada de Hasekura
A embaixada de Hasekura Tsunenaga foi sujeito de numerosas publicações na Europa. O escritor italiano Scipione Amati, que acompanhou a embaixada em 1615 e 1616, publicou em 1615 em Rome o livro "História do Reino de Voxu". Esse livro também foi traduzido em alemão em 1617. Em 1616, o publicador francês Abraham Savgrain publicou um relato da visita de Hasekura a Roma: "Récit de l'entrée solemnelle et remarquable faite à Rome, par Dom Philippe Francois Faxicura" ("Relato da solene e marcante entrada em Roma de Dom Philippe Francois Faxicura").

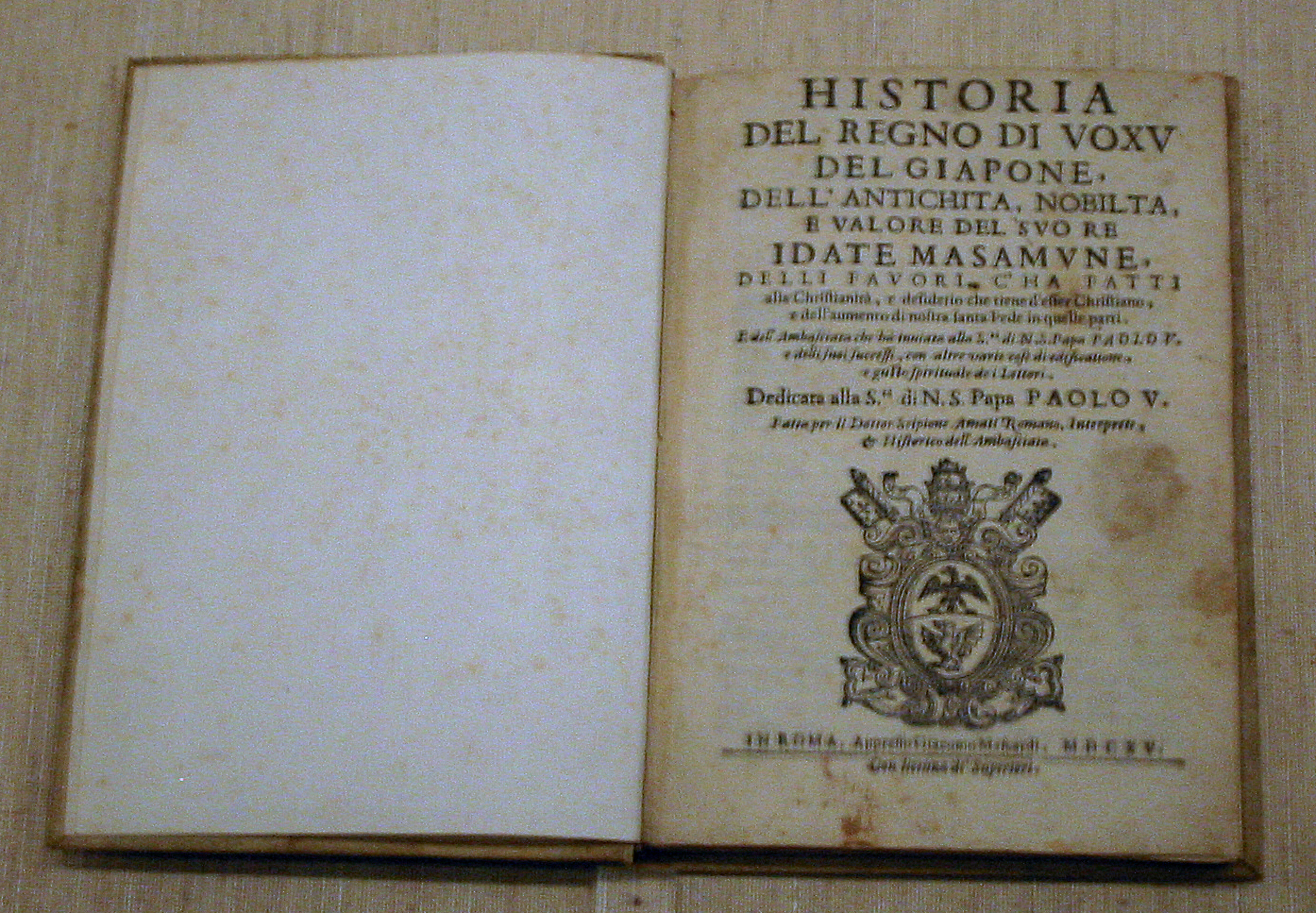
O livro de Amati "História do Reino de Woxu", publicado em 1615.
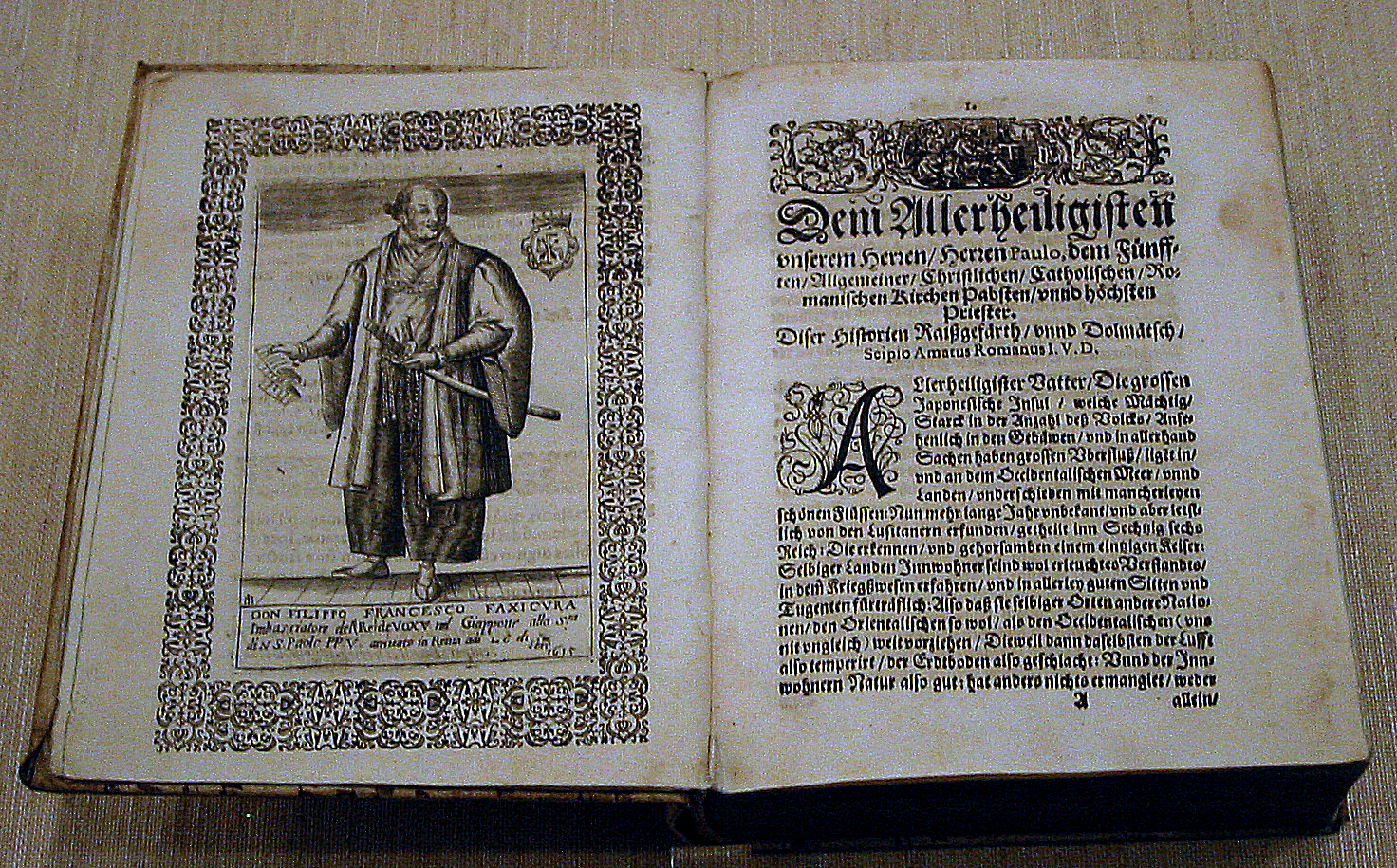
Tradução alemã do relato de Amati.
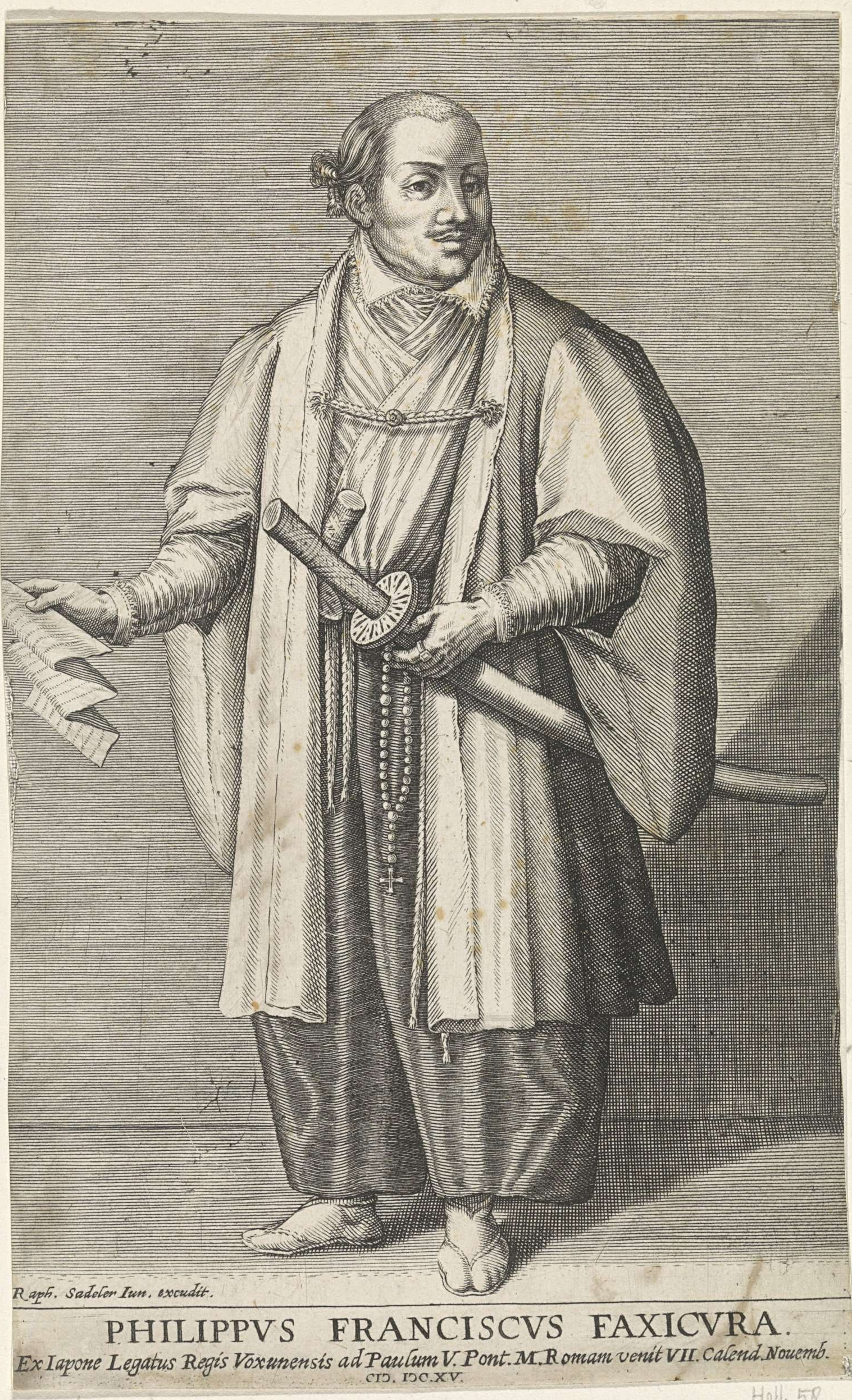
Pintura de Hasekura, com legenda em latim.

### Retorno ao México
Hasekura ficou por 5 meses no México em seu caminho de volta para o Japão. O San Juan Bautista estava esperando em Acapulco desde 1616, depois de uma segunda viagem pelo Pacífico do Japão para o México. Capitaneado por Yokozawa Shōgen, estava carregado de pimenta fina e laca de Kyoto, que foram vendidos no mercado mexicano. Seguindo um pedido do rei espanhol, para evitar a saída de muita prata para o Japão, o Vice-Rei pediu que a receita fosse gasta em produtos mexicanos, exceto por uma quantia de 12000 e 8000 pesos em prata que Hasekura e Yokozawa respectivamente poderiam levar com eles.

### Filipinas
Em abril de 1618, o San Juan Bautista chegou nas Filipinas do México, com Hasekura e Luis Sotelo a bordo. O navio foi adquirido pelo governo espanhol lá, com o objetivo de construir defesas contra os ataques dos holandeses e dos ingleses. O bispo das Filipinas, com os filipinos locais e os nativos Tagalog em Manila, descreveu o negócio com o Rei da Espanha em uma missiva datada de 28 de julho de 1619:

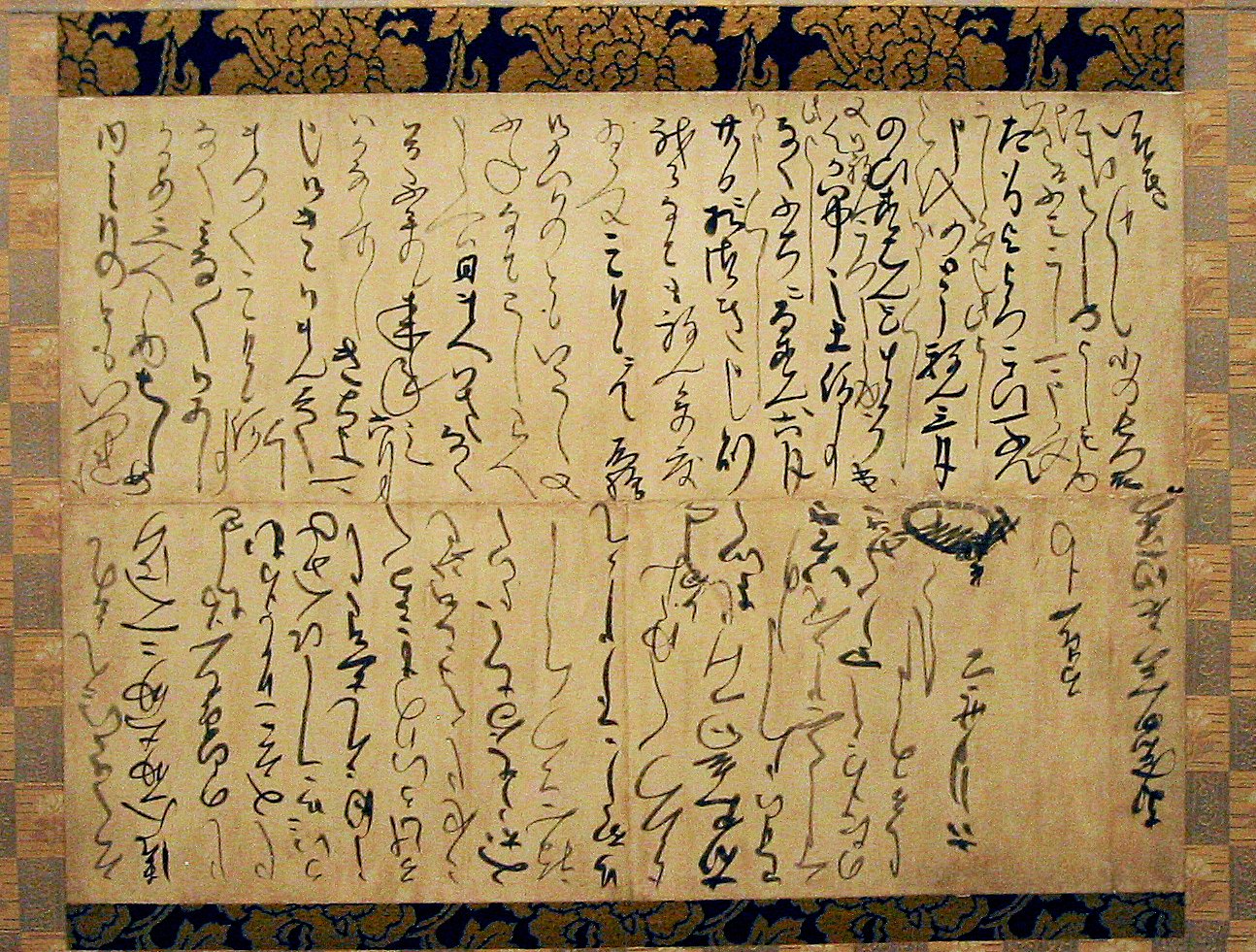
Carta de Hasekura ao seu filho, escrita durante sua estadia nas Filipinas, Museu da Cidade de Sendai.

"O Governador foi extremamente amigável com os japoneses e lhes deu sua proteção. Como eles tinham muitas coisas caras para comprar, decidiram emprestar seu navio. O navio foi imediatamente preparado para combate. O Governador então comprou o navio, por ser de excelente construção, e os navios disponíveis eram dramaticamente poucos. Em favor de Vossa Majestade, o preço pago foi razoável." (Documento 243)
Durante sua estada nas Filipinas com os filipinos locais e os nativos Tagalog, Hasekura comprou vários bens para Date Masamune, e construiu uma embarcação, como ele explicou em uma carta ao seu filho. Ele finalmente retornou ao Japão em agosto de 1620, alcançando o porto de Nagasaki.

## Retorno ao Japão
Quando Hasekura voltou, o Japão mudara drasticamente: esforçava-se para erradicar o cristianismo desde 1614, Tokugawa Ieyasu faleceu em 1616 e foi substituído pelo seu filho mais xenófobo Tokugawa Hidetada, e o Japão caminhava rumo à política "Sakoku" de isolamento. Por essas noticias de perseguições terem chegado à Europa durante a embaixada de Hasekura, líderes europeus – especialmente o Rei da Espanha – ficou muito relutante em atender às propostas comerciais e missionárias de Hasekura.

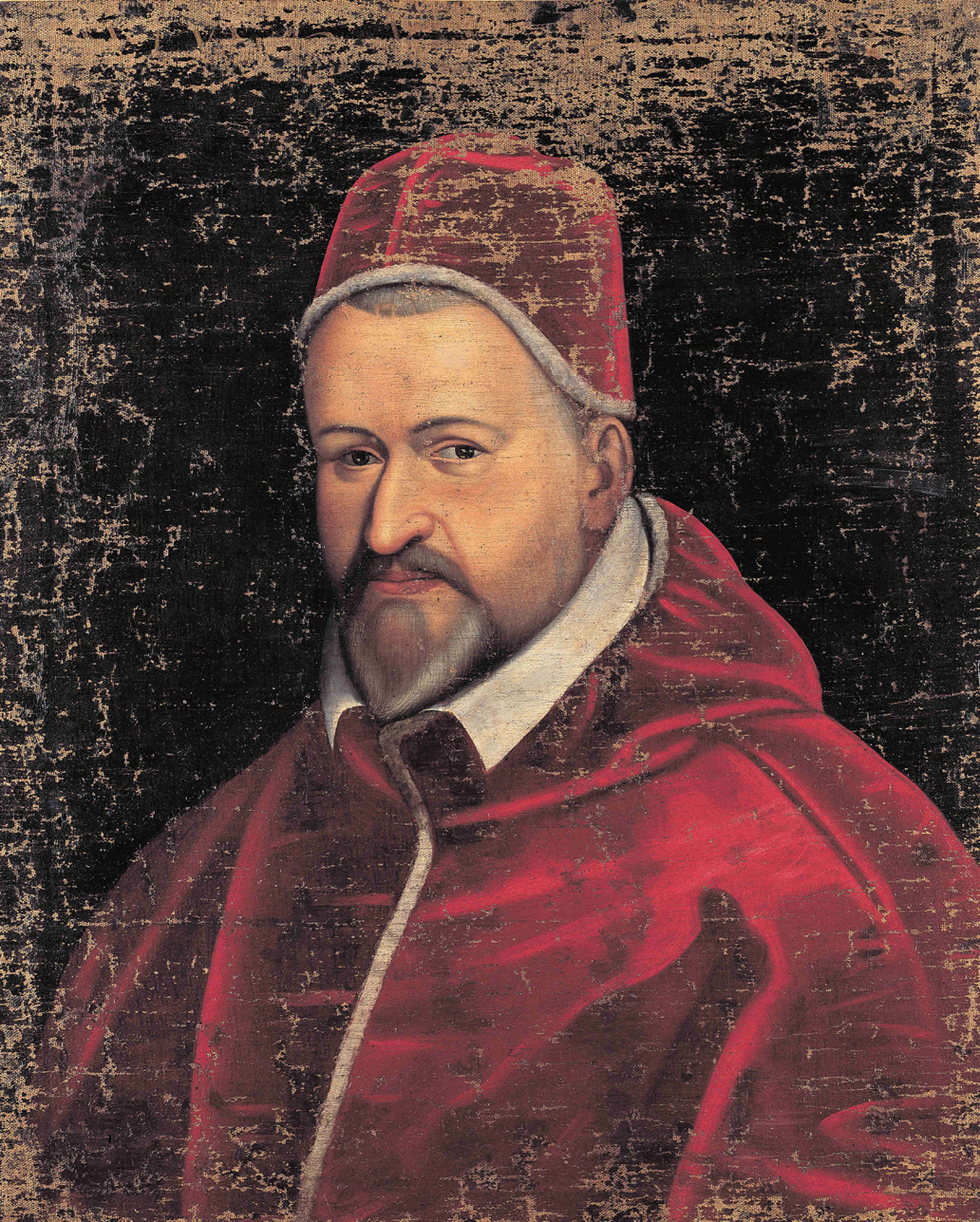
Pintura do Papa Paulo V remitida por Hasekura Tsunenaga para Date Masamune durante seu relato de 1620; Museu da Cidade de Sendai.

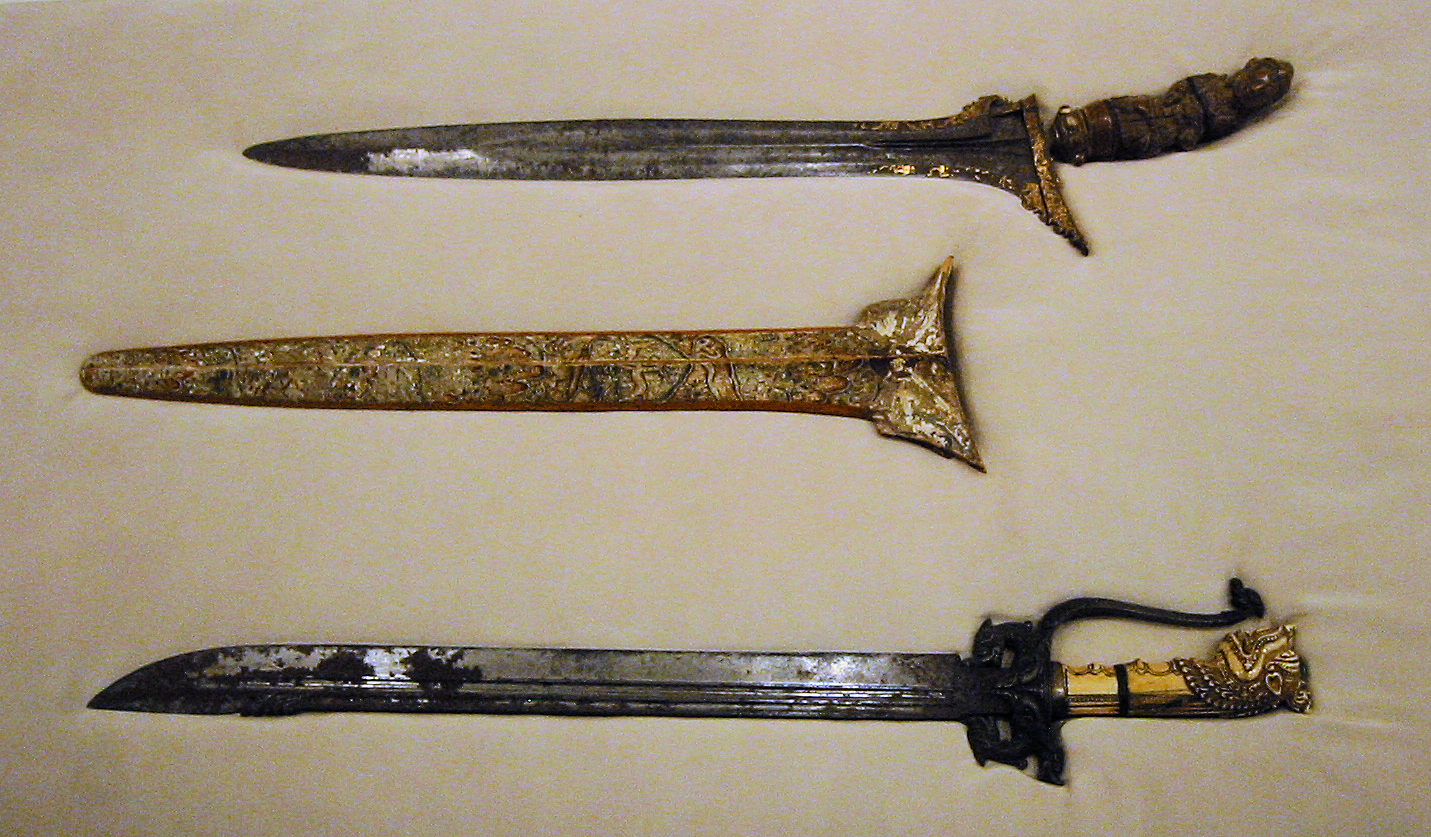
Kris indonésio e adaga cingalesa (adquiridos nas Filipinas), presenteados por Hasekura para Date Masamune em seu retorno; Museu da Cidade de Sendai.

Hasekura reportou suas viagens para Date Masamune com a sua chegada em Sendai. Foi registrado que ele mandou um retrato do Papa Paulo V, um retrato dele mesmo em oração (mostrado acima), e um conjunto de adagas cingalesas e Indonésias adquiridas nas Filipinas, todas preservadas hoje no Museu da Cidade de Sendai. Os "Registros da Casa de Masamune" descrevem seu relato de maneira sucinta, terminando com uma expressão crítica de surpresa misturada ao ultraje ("奇怪最多シ") sobre o discurso de Hasekura:
"Rokuemon foi ao país dos Bárbaros do Sul, demonstrou seu respeito ao Rei Paolo, esteve lá por alguns anos, e agora navegou de volta de Luzon. Ele trouxe pinturas dos Bárbaros do Sul, e uma pintura dele mesmo, que ele enviou. Muitas de suas descrições dos países dos Bárbaros do Sul, e o significado das declarações de Rokuemon eram surpreendentes e extraordinárias."

### Proibição do cristianismo em Sendai
O efeito direto do retorno de Hasekura a Sendai foi a interdição do cristianismo no feudo de Sendai  dois dias depois:
"Dois dias depois do retorno de Rokuemon a Sendai, um edito de três pontos contra os cristãos foi romulgado: primeiro, que todos os cristãos seriam obrigados a abandonar a sua fé, de acordo com a ordem do xogun, e aqueles que não o fizessem, seriam exilados se fossem nobres, e mortos se fossem cidadãos, camponeses ou servos. Segundo, que uma recompensa seria dada pela denúncia de cristãos ocultos. Terceiro, que propagadores da fé cristã deveriam abandonar o feudo de Sendai, ou então a sua religião." (Carta de novembro de 1620 do irmão Angelis, Arquivos Japão-China dos jesuítas em Roma, citado em "Hasekura Tsunenaga" de Gonoi, p231)
O que Hasekura disse ou fez sobre esse resultado é desconhecido. Como eventos posteriores tendem a indicar que ele e seus descendentes permaneceram fiéis ao cristianismo, Hasekura ode ter feito um relato entusiástico – e a um certo nível, fantástico – da grandeza e poder dos países ocidentais e da religião cristã. Ele também pode ter encorajado uma aliança entre a Igreja e Date Masamune para dominar o país (uma ideia advertida pelos franciscanos ainda em Roma), que, no Japão de 1620, seria uma proposição totalmente irreal. Por último, esperanças de comércio com a Espanha evaporaram quando Hasekura comunicou que o rei espanhol não faria nenhum acordo enquanto acontecessem perseguições no restante do país.
Date Masamune, bem tolerante ao cristianismo, a despeito da proibição direta do Bakufu, nas suas terras controladas, assim decidiu subitamente se afastar da fé cristã. As primeiras execuções de cristãos começaram 40 dias depois. As medidas anticristãs tomadas por Date Masumune eram contudo comparavelmente brandas, e cristãos japoneses e ocidentais repetidamente diziam que ele só o fazia para agradar o xogun:
"Date Masumune, por medo do xogun, ordenou a perseguição do cristianismo no seu território, e criou alguns mártires." (Carta de 17 proeminentes cristãos japoneses de Sendai, para o papa, 29 de setembro de 1621).
Um mês após o retorno de Hasekura, Date Masamune escreveu uma carta ao xogun Tokugawa Hidetada, na qual ele se esforça em afastar a sua responsabilidade pela embaixada, explicando em detalhes como ela foi organizada com a aprovação, e até a colaboração, do xogun:
"Quando eu mandei um navio para os países dos Bárbaros do Sul há alguns anos, sob conselho de Mukai Shogen, eu também mandei o bárbaro do sul Sotelo, que morou por alguns anos em Edo. Naquela época, vossa alteza também mandou mensagens aos Bárbaros do Sul, bem como presentes, como pergaminhos e conjuntos de armaduras." (18 de outubro de 1620, citado em Gonoi, p. 234).
A Espanha era de longe a força mais ameaçadora para o Japão naquela época (com uma colônia e um exército nas vizinhas Filipinas). Hasekura viu relatos do poder espanhol e dos métodos coloniais na Nueva España (México) que podem ter ensejado a decisão do xogun Tokugawa Hidetada de cortar relações comerciais com a Espanha em 1623, e relações diplomáticas em 1624, apesar de outros eventos como o contrabando de padres espanhóis para o Japão e uma embaixada espanhola malsucedida terem contribuído para a decisão.

### Falecimento
Não se sabe o que aconteceu com Hasekura e relatos dos seus últimos anos são numerosos. Comentadores cristãos da época só tinham como fonte aquilo que ouviam a respeito, com alguns rumores afirmando que ele abandonou o cristianismo, outros que ele foi martirizado por sua fé, outros que ele praticava o cristianismo em segredo. O destino dos seus descendentes e servos, que mais tarde seriam executados por serem cristãos, sugere que Hasekura permaneceu fortemente cristão e transmitiu sua fé aos membros da família.

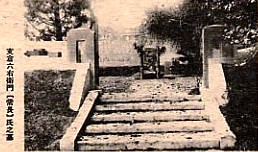
O túmulo budista de Hasekura Tsunenaga, ainda visível hoje em Enfukuji, Enchōzan, Miyagi.

Sotelo, que retornou ao Japão, mas foi capturado e então queimado na fogueira em 1624, deu antes de sua execução um relato de Hasekura voltando ao Japão como um herói que propagou a fé cristã:
"Meu outro colega, o embaixador Philippus Faxecura, depois de ter encontrado o por ele mencionado rei (Date Masamune), foi recebido com honras e levado à sua propriedade para descnasar depois da longa e exaustiva jornada, onde ele fez sua esposa, filhos, servos e muitos outros vassalos cristãos, e aconselhou outros amigos nobres a aceitarem a fé, algo que eles fizeram. Enquanto ele estava engajado nisso e em outros trabalhos pela fé, um ano inteiro após seu retorno, tendo dado muitas instruções e grande exemplo, com muita preparação, ele faleceu em devoção, deixando aos seus filhos por uma herança especial a propagação da fé em sua propriedade, e a proteção dos religiosos (i.e. "membros das ordens religiosas") naquele reino. O rei e os nobres estavam muito entristecidos pelo seu passamento, mas especialmente os cristãos e os religiosos, que conheciam muito bem a virtude e o zelo religioso desse homem. Isso é o que eu fiquei sabendo por cartas dos vários religiosos que lhe administravam os sacramentos, e que presenciaram sua morte, bem como por meio de outros." (Luis Sotelo, De ecclesiae Iaponicae statu relatio).
Hasekura também trouxe ao Japão alguns artefatos católicos, mas ele não os deu ao seu senhor, e em vez disso os manteve em suas próprias terras.
Hasekura Tsunenaga morreu doente (segundo fontes japonesas e cristãs) em 1622, mas não se sabe com certeza a localização do seu túmulo. Três túmulos afirmam ser de Hasekura. Um, é visível no templo budista de Enfukuji (円長山円福寺) em Miyagi.  Outro está claramente marcado (junto com um memorial ao Padre Sotelo) no cemitério de um templo budista na vizinhança de Kitayama, no Templo Komyoji (光明寺).

### Execução dos seus descendentes e servos

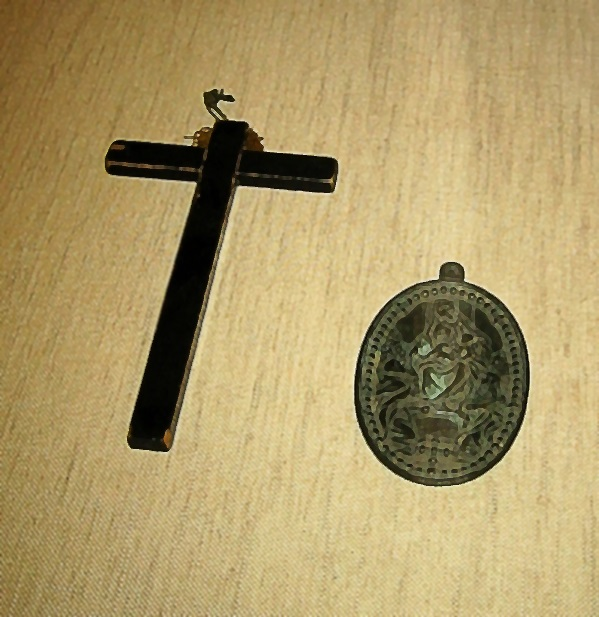
Cruz e medalhas apreendidas na propriedade de Hasekura em 1640.

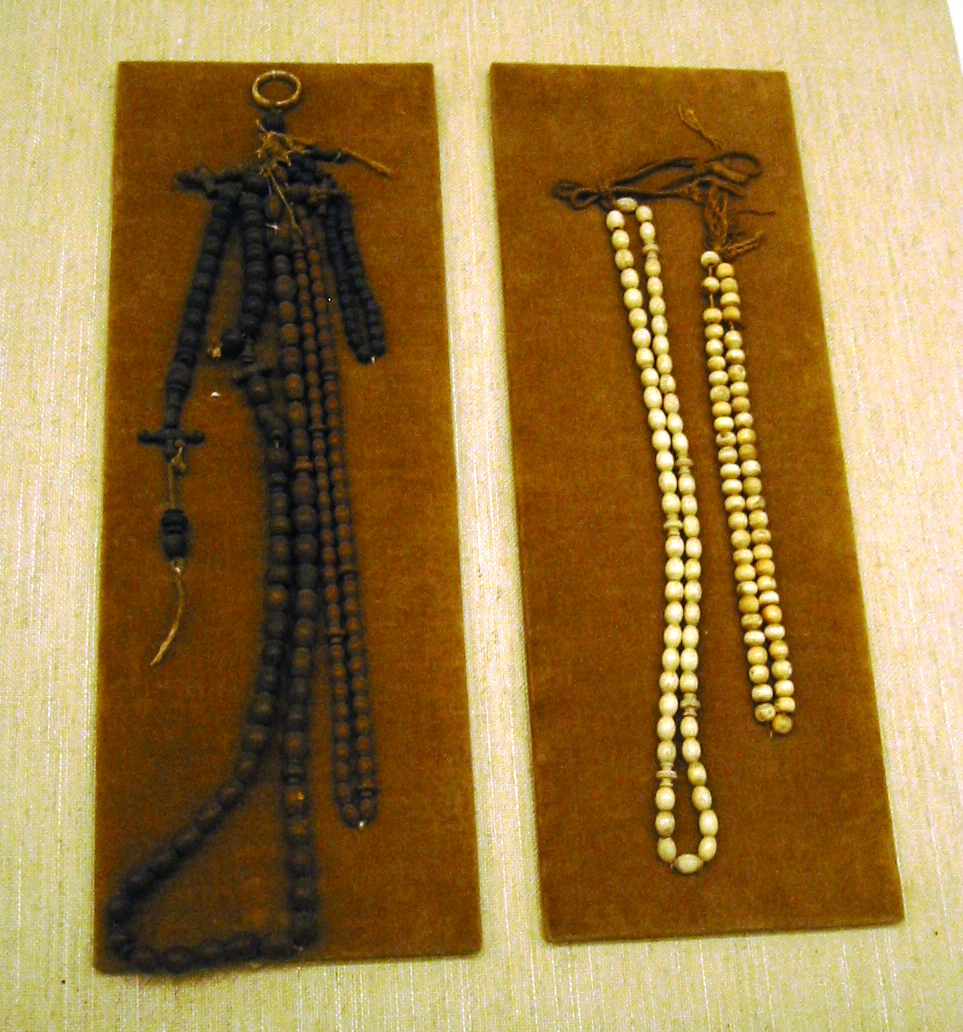
Rosários achados nas terras de Hasekura em 1640.

Hasekura tinha um filho, chamado Rokuemon Tsuneyori. Dois dos servos do seu filho, Yogoemon (与五右衛門) e sua mulher, foram condenados por serem cristãos, mas se recusaram a renegar a fé sob tortura (forca reversa, chamada "Tsurushi", 釣殺し) e por isso foram mortos em agosto de 1637 (como a vida dos cristãos que abjurassem a fé era poupada, essas execuções indicam que eles eram fiéis e se recusaram a negar a sua fé). Em 1637, o próprio Rokuemon Tsuneyori foi suspeito de cristianismo depois de ter sido denunciado por alguém de Edo, mas escapou por ter sido mestre do templo Zen de Komyoji (光明寺). Em 1640, dois outros servos de Tsuneyori, Tarozaemon (太郎左衛門, 71), que seguira Hasekura em Roma, e sua mulher (59), foram condenados por serem cristãos, e, também se recusando a renunciar à sua fé sob tortura, foram mortos. Tsuneyori foi responsabilizado desta vez e decapitado no mesmo dia, aos 42 anos, por ter falhado em denunciar cristãos sob o seu teto, apesar de nunca ter se confirmado se ele mesmo era cristão ou não. E também dois padres cristãos, os dominicanos Pedro Vazquez e Joan Bautista Paulo, deram seu nome sob tortura. O irmão menor de Tsuneyori, Tsunemichi, foi condenado como cristão, mas conseguiu fugir e desaparecer.
Os privilégios da família Hasekura foram abolidos a esse ponto pelo feudo de Sendai, e sua propriedade e posses foram apreendidas. Foi nessa época, em 1640, que os artefatos cristãos de Hasekura foram confiscados, e mantidos sob custódia em Sendai até serem redescobertos no final do século XIX.
No total, mais ou menos cinquenta artefatos cristãos foram encontrados na propriedade de Hasekura em 1640, como cruzes, rosários, trajes religiosos e pinturas religiosas. Os artefatos foram apreendidos e guardados no feudo de Date. Um inventário foi feito novamente em 1840 descrevendo os itens como pertencentes a Hasekura Tsunenaga. Dezenove livros também foram mencionados no inventário, mas eles se perderam. Os artefatos estão hoje preservados no Museu da Cidade de Sendai e outros museus em Sendai.

## Redescoberta
A existência das viagens de Hasekura foi esquecida no Japão até a reabertura do país após a política Sakoku de isolamento. Em 1873, uma embaixada japonesa rumo à Europa (a Missão Iwakura) chefiada por Iwakura Tomomi ouviu falar pela primeira vez das viagens de Hasekura quando foram mostrados documentos da Sereníssima República, durante a sua visita a Veneza, na Itália, Por iniciativa do imperador Meiji, a missão de Hasekura tornou-se pública e foi publicado no 12° volume do Dai Nihon Shiryô, em 1909.

### Hasekura atualmente
Hoje há estátuas de Hasekura Tsunenaga nos arredores de Acapulco no México, na entrada da baía de Havana em Cuba, Em Coria del Río na Espanha, na Igreja de Civitavecchia na Itália, e em Tsukinoura, perto de Ishinomaki.
Aproximadamente 700 habitantes de Coria del Río usam o sobrenome Japón (originalmenteHasekura de Japón), identificando-os como descendentes dos membros da delegação de Hasekura Tsunenaga.
Um parque temático descrevendo a embaixada e apresentando uma réplica do San Juan Bautista foi construído no porto de Ishinomaki, de onde Hasekura inicialmente partiu em sua viagem.
Hoje há também uma estátua de Hasekura num parque em Manila, nas Filipinas.
Shusaku Endo escreveu um romance em 1980, intitulado O Samurai, que relata as viagens de Hasekura.
Um filme animado de 2005 produzido na Espanha intitulado Gisaku relata as aventuras de um jovem samurai japonês chamado Yohei que visitou a Espanha no século XVII, numa história levemente inspirada nas viagens de Hasekura. Yohei sobrevive se escondendo até os dias de hoje graças a poderes mágicos ("Depois de séculos de letargia, ele acorda em um mundo que não conhece"), e segue em várias aventuras na Europa atual como um super herói.

## Linha do tempo e itinerário

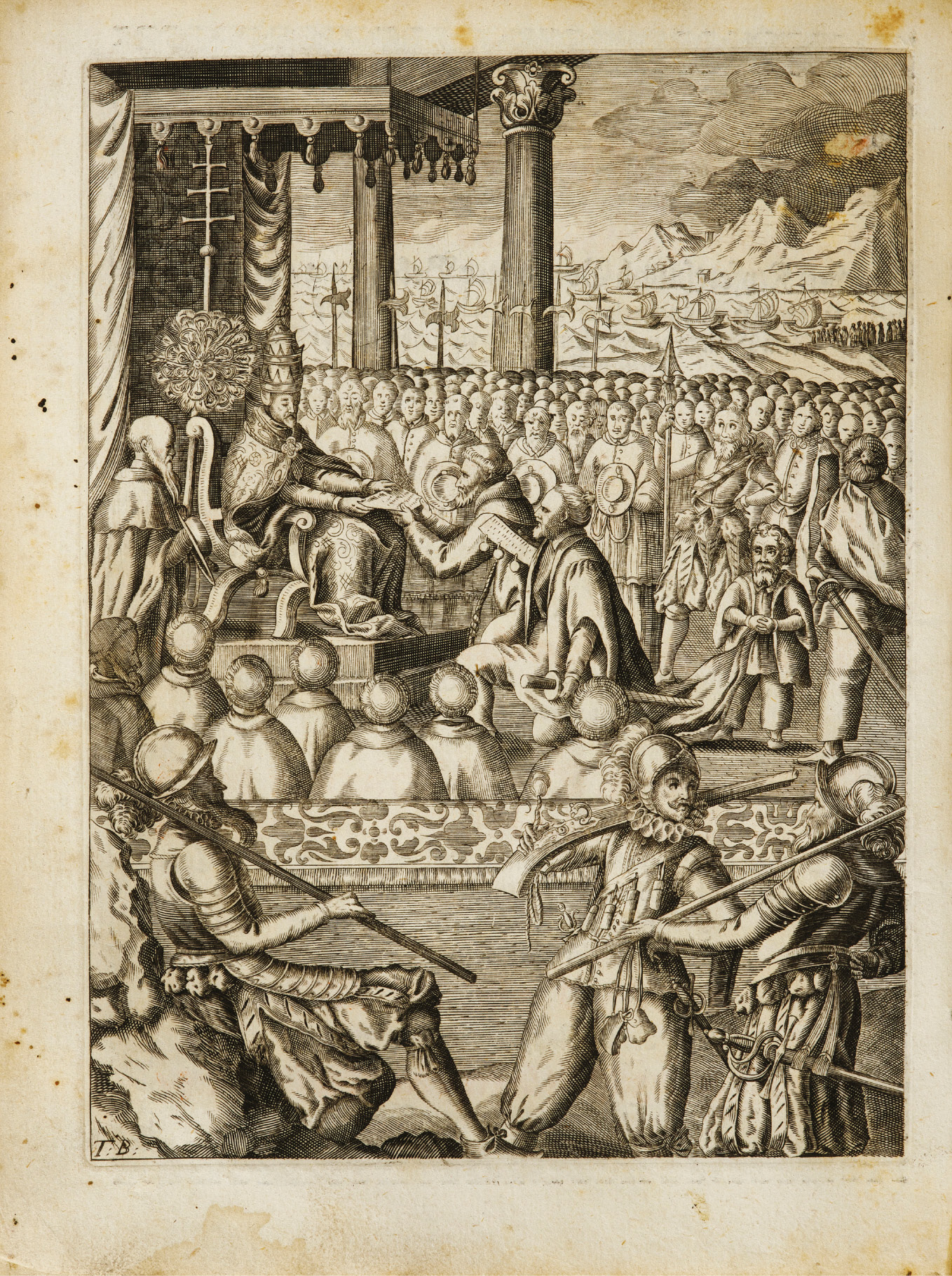
Pintura de Hasekura se ajoelhando perante o papa, edição alemã.

| - Japão (1613) - Abril de 1613: Date Masamune recebe permissão do Xogunato Tocugaua para a expedição e a construção de um navio. - 28 de outubro de 1613: Partida da Baía de Tsukinoura. - Américas (1613–1614) - Novembro de 1613: Vista do Cabo Mendocino - Janeiro de 1614: Parada em Zacatula - 25 de janeiro de 1614: Chegada em Acapulco, Nova Espanha - 24 de março de 1614: Chegada na Cidade do México - Puebla - Veracruz - 10 de Junho de 1614: Embarque em uma fragata espanhola em San Juan de Ulúa - Havana - Espanha (1614–1615) - 5 de outubro de 1614: Chegada em Sanlúcar de Barrameda na Espanha - Coria del Rio - 21 de outubro de 1614: Chegada em Sevilha - Córdoba - Toledo - Getafe - 20 de dezembro de 1614: Chegada em Madrid - 30 de janeiro de 1615: Encontro com o rei Filipe III da Espanha - 17 de fevereiro de 1615: Batismo de Hasekura Tsunenaga - Alcalá de Henares - Daroca - Zaragoza - Fraga - Lérida - Igualada - Barcelona - França (1615) - Setembro de 1615: Saint-Tropez - Itália (1615–1616) - Savona - Gênova - 18 de outubro de 1615: Chegada em Civitavecchia. - 29 de outubro de 1615: Cerimônia comemorando a chegada da missão em Roma. - 3 de novembro de 1615: Encontro com o papa Paulo V. | - - 23 de novembro de 1615: Recepção de certificados de cidadania honorária por Hasekura Tsunenaga e outros quatro membros japoneses da missão. - Nápoles - Roma - Florença - Veneza - Florença - Livorno, de navio para Gênova - Gênova - Espanha (1616) - Barcelona - Igualada - Lérida - Fraga - Zaragoza - Daroca - Alcalá de Henares - 17 de abril de 1616: Retorno para Madrid. - Getafe - Toledo - Córdoba - Sevilha - Coria del Rio - Junho de 1616: Saída da Espanha, em Sanlúcar de Barrameda. - Américas (1616–1618) - Havana - San Juan de Ulúa - Veracruz - Puebla - Cidade do México - Saída de Acapulco, Nova Espanha - Filipinas (1618–1620) - 20 de junho de 1618: Chegada em Manila, Filipinas. - Japão (1620) - 22 de setembro de 1620: Chegada em Nagasaki, Japão - 7 de agosto de 1622: Hasekura morre doente |